# Katedrála svatého Víta, Václava a Vojtěcha
Katedrála svatého Víta, Václava a Vojtěcha (často zkráceně, dle původního zasvěcení, jen katedrála svatého Víta či svatovítská katedrála, příp. Chrám sv. Víta či Svatovítský chrám) je nejvýznamnější český římskokatolický kostel a dominanta Pražského hradu. Jižní věž katedrály (nazývaná také Velká jižní věž), je s výškou 96,6 m třetí nejvyšší kostelní věží v Česku.
Již od desátého století je svatovítský kostel sídelním kostelem biskupa pražské diecéze, roku 1344 povýšené na arcidiecézi. Při této příležitosti byla zahájena stavba trojlodní gotické katedrály se třemi věžemi, přerušená však husitskými válkami. Přes snahy o dostavbu a dílčí doplňky (vrchol jižní věže) došlo k dostavbě západní části s lodí a dvouvěžovým průčelím až po pěti stech letech, od roku 1873 a slavnostně byla dokončena roku 1929 k tehdy předpokládanému tisícímu výročí úmrtí svatého Václava, zakladatele kostela. Součástí katedrály je celá řada významných uměleckých památek z různých staletí včetně období dostavby, k nejvýznamnějším patří díla z doby gotické výstavby katedrály (např. kaple sv. Václava, mozaika Posledního soudu a portréty na triforiu).

## Historie

### Rotunda
První kostel stojící na místě katedrály založil kníže Václav asi v roce 929. Po kostelech Panny Marie a sv. Jiří třetí pražský kostel byl umístěn na vyvýšené místo akropole pražského hradiště a byl zasvěcen sv. Vítu, italskému světci, jehož ostatek (paži) získal kníže Václav od saského vévody, východofranského krále Jindřicha I. Ptáčníka. Měl podobu rozměrné rotundy, původně zřejmě jen s jednou apsidou.
Nedlouho po smrti zakladatele byly jeho ostatky uloženy v kostele a tím fakticky započat kult sv. Václava. K potvrzení postavení hlavního kostela knížectví došlo roku 973, kdy se stal sídelním kostelem nově zřízeného pražského biskupství. Po výpravě Břetislava I. do Hnězdna roku 1038 do rotundy přibyly ukořistěné ostatky sv. Vojtěcha, druhého pražského biskupa. Tím byla doplněna trojice světců, kterým je od té doby chrám zasvěcen.
Původní předrománská rotunda, doplněná o jižní a severní apsidu zřejmě kvůli uložení ostatků sv. Václava a Vojtěcha, byla kvůli nevyhovujícím rozměrům po roce 1061 zbořena a nahrazena bazilikou. Malé fragmenty jsou však uchovány pod kaplí sv. Václava, která zachovává původní umístění Václavova hrobu.

### Bazilika
| Vnitř kostela sv. Víta nacházelo se do r. 1344, ve kterém položen základní kámen nového chrámu císaře Karlova, neméně než 47 oltářů, jichž mnoho přibylo během 13. a 14. století, něco pak také mohlo býti původu staršího, ač se zpráv o tom nedostává. |
| |

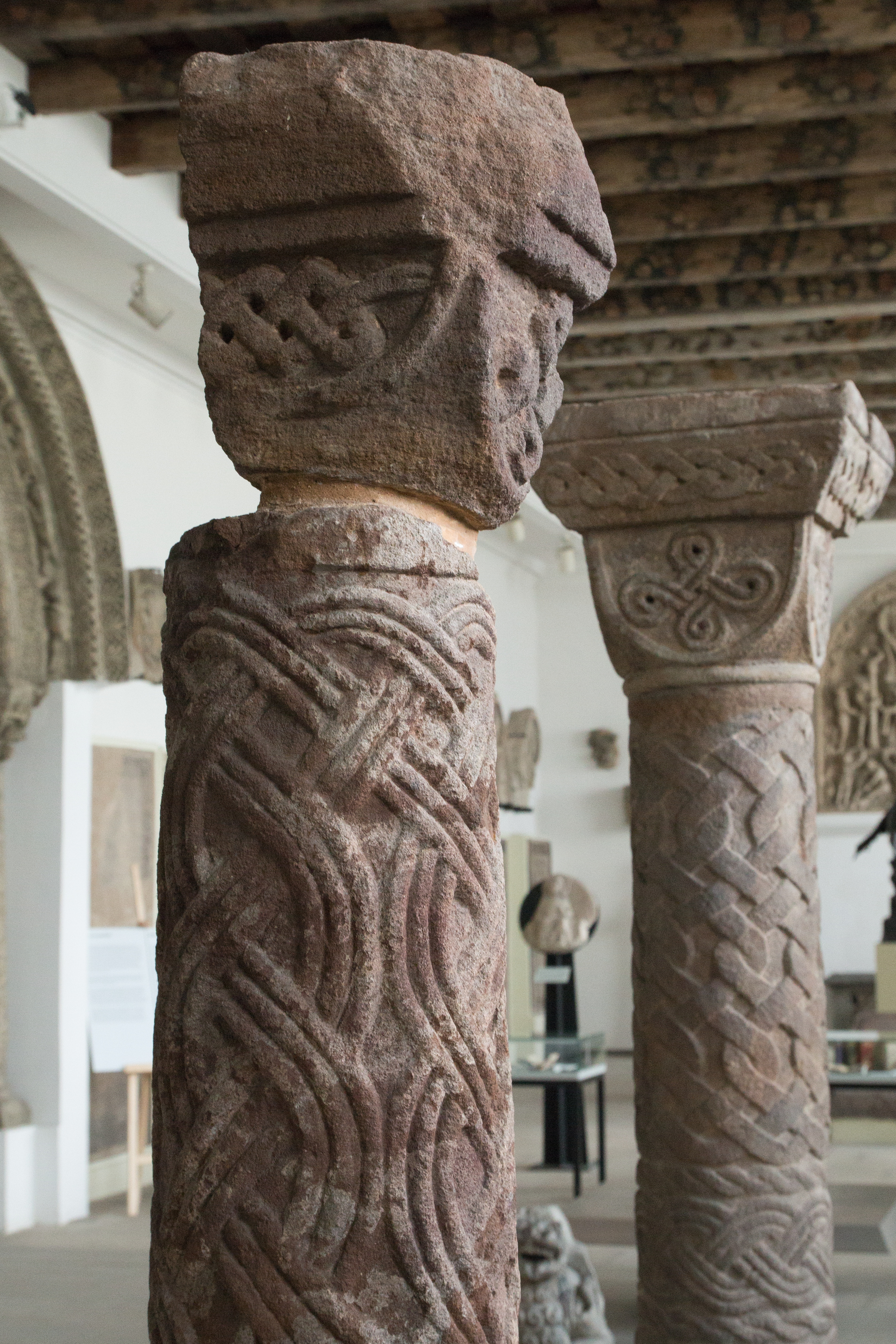
Sloupy z baziliky v Lapidáriu

Břetislavův syn a nástupce kníže Spytihněv II. dal namísto prostorově nedostačující rotundy vybudovat mnohem větší a reprezentativnější románskou baziliku sv. Víta, Vojtěcha a Panny Marie. Podle kronikáře Kosmy byla stavba zahájena na svátek sv. Václava roku 1060. Na místě rotundy začala v roce 1060 růst trojlodní bazilika s dvěma věžemi a s ní i nová dominanta Pražského hradu. Respektovala klášter Kostela pražského (ten byl vlastně přistavěn k její severní straně), Svatovítskou kapitulu i biskupský palác. Byla vlastně jakousi obrovitou nástavbou nad svatými hroby. Krátce po zahájení stavby kníže Spytihněv II. zemřel. V budování pokračoval Spytihněvův bratr, kníže Vratislav II., který se stal prvním českým králem. On sám vytyčil půdorys a dispozice stavby. Basilika měla půdorys ve tvaru kříže, na délku měřila sedmdesát metrů, tlusté zdi a pilíře členily temný prostor do tří lodí. Od časů basiliky se dodržovala unikátní tradice: „Jestliže byl v jejím centru pochován panovník svatý Václav, nechť jsou čeští králové i napříště zde nejen korunováni, ale též pohřbíváni!“ Po požáru, který již hotové dílo postihl roku 1091, byla definitivně dokončena v roce 1096. K roku 1074 je u kostela zmiňována krypta sv. Kosmy a Damiána. Trojlodní bazilika s dvojicí apsidálně zakončených chórů (východním a západním), příčnou lodí na západním konci a dvojicí věží měla podstatně monumentálnější rozměry než předcházející kostel – délku 70 m a šířku 35 m. Její půdorys je dobře doložen; v podzemí jižní části dnešní katedrály se dochovaly bohatě zdobené sloupy západní i východní krypty, fragmenty zdiva, dlažby a nosných sloupů.

### Stavba katedrály

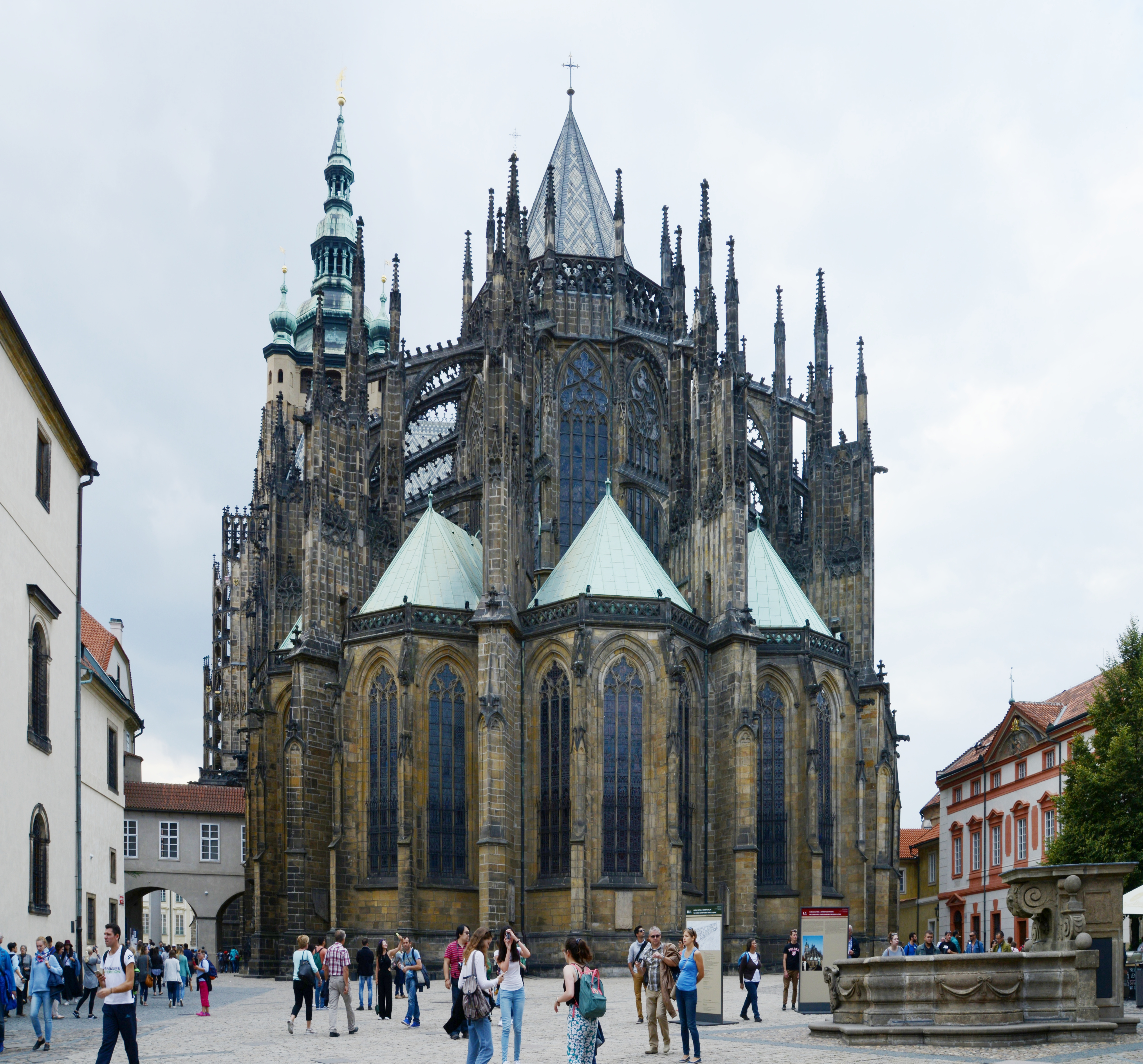
Závěr katedrály (Matyáš z Arrasu, 1344–1349)

Dne 30. dubna 1344 byla Praha povýšena na arcibiskupství a vyňata z poslušnosti arcibiskupa mohučského. Za šest dní nato bylo papežskou bulou uděleno pražskému arcibiskupovi Arnoštu z Pardubic právo korunovat českého krále. Dne 21. listopadu 1344 Jan Lucemburský položil základní kámen katedrály sv. Víta v souvislosti s povýšením pražského biskupství na arcibiskupství, přítomni byli dva z králových synů Karel IV. a Jan Jindřich, a pražský arcibiskup Arnošt z Pardubic. Arnošt měl přes ramena arcibiskupské pallium. Slavnosti se účastnilo veliké množství prelátů a urozených pánů, přičemž sbor zpíval Te Deum laudamus (Tebe Bože chválíme). Hlavním architektem byl Matyáš z Arrasu, kterému už bylo 55 let. Stavbu zahájil východním kněžištěm, aby se co nejdřív mohly sloužit mše. V chóru ve tvaru podkovy zbudoval osm kaplí se shodným půdorysem, jimž odpovídají lichoběžná pole ochozu. Klenby rostou na drobných hlavičkách hruškovitých příporek, celek je střízlivý a prostý. Buduje závěr chóru s arkádami až po triforium. Staví východní část dlouhého chóru s jednou kaplí na severní a dvěma na jižní straně. Na jihu zahajuje stavbu včetně obvodového zdiva kaple svatého Kříže, která byla zprvu umístěna samostatně mimo rozestavěnou část katedrály, na severu začíná sakristii. Roku 1352, ve svých dvaašedesáti letech Matyáš z Arrasu zemřel. Od roku 1356 převzal vedení stavby Petr Parléř, narozený ve Švábském Gmündu. Do Prahy přišel velmi mladý, asi 23letý, nejspíše z Kolína nad Rýnem a musel za sebou mít podporu a zkušenosti stavitelské rodiny, aby mu byla svěřena stavba takových rozměrů. Parléř pocházel z významného stavitelského rodu. V katedrále sv. Víta použil tehdy neobvyklou síťovou žebrovou klenbu tzv. Parléřovského typu, jež je vlastně klenbou valenou s výřezy na okna s krásným zdobením, tehdy ještě nosných žeber.
Sv. Vít je trojlodní katedrála s příčnou lodí, triforiem a věncem kaplí. Nejvýznamnější z nich je kaple sv. Václava, postavená nad jeho hrobem. Tuto téměř kubickou místnost Parléř zaklenul do té doby neznámou klenbou hvězdicového vzoru, jejíž podpory se oproti tradičním klenbám přesunuly z rohů místnosti do třetin stěn. Svatováclavská kaple byla vysvěcena 1367 a do roku 1373 vyzdobena. Vedle kaple svatého Václava vznikla do roku 1368 jižní předsíň a v jejím patře korunní komora, kde jsou uloženy české královské korunovační klenoty. Parléř poté založil velkou neboli zvonovou věž, kterou jeho nástupci dovedli až do výše 55 metrů. Chór byl zaklenut a dokončen roku 1385. Po smrti Karla IV. Parléř ještě pokračoval v díle, ale dvacet let po císaři zemřel i on. Zájem následovníků pak opadl. Parléřovi synové zatloukli staveniště stěnou z prken a fragment chrámu uzavřeli zdí. Katedrála tak zůstala až do roku 1929 torzem.

### Úpravy v 15.–18. století

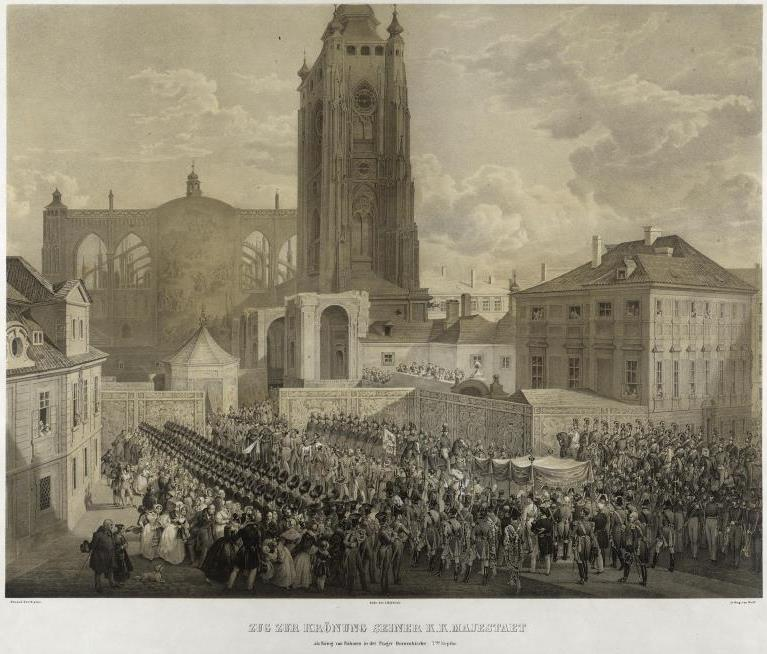
Nedostavěná katedrála od západu za korunovace Ferdinanda I. v roce 1836

Za panování krále Vladislava II. Jagellonského byla postavena pozdně gotická královská oratoř, jejíž autorství se připisuje architektovi Benediktu Riedovi (Rejtovi) a provedení Hansi Spiessovi. Krytý můstek z oratoře propojuje katedrálu se Starým královským palácem. Po velkém požáru Hradu a Malé Strany z roku 1541, který zničil mnoho staveb, byla během následujících oprav v letech 1556–1561  postavena západní Wohlmutova kruchta, uzavírající nedostavěnou katedrálu (při Mockerově dostavbě katedrály byla rozebrána a přesunuta do severní strany transeptu, kde je dosud. 
Oltáře s obrazy a sochami byly v katedrále z velké části rozbity po korunovaci Fridricha Falckého českým králem 27.-28. prosince roku 1619 z příkazu kalvínského kazatele Scultéta. 
Podle pověsti, zaznamenané kanovníkem Tomášem Pešinou z Čechorodu, až bude katedrála sv. Víta dostavěna, dosáhne slávy chrámu Hagia Sofia v Konstantinopoli. Proto císař Leopold I. při své návštěvě Prahy roku 1673 položil základní kámen pro její dostavbu a byly na to uvolněny finance, žel s dostavbou se nezačalo.
Z roku 1770 pochází měděná barokní helmice věže, pod níž jsou zavěšeny zvony.

### Novogotická dostavba

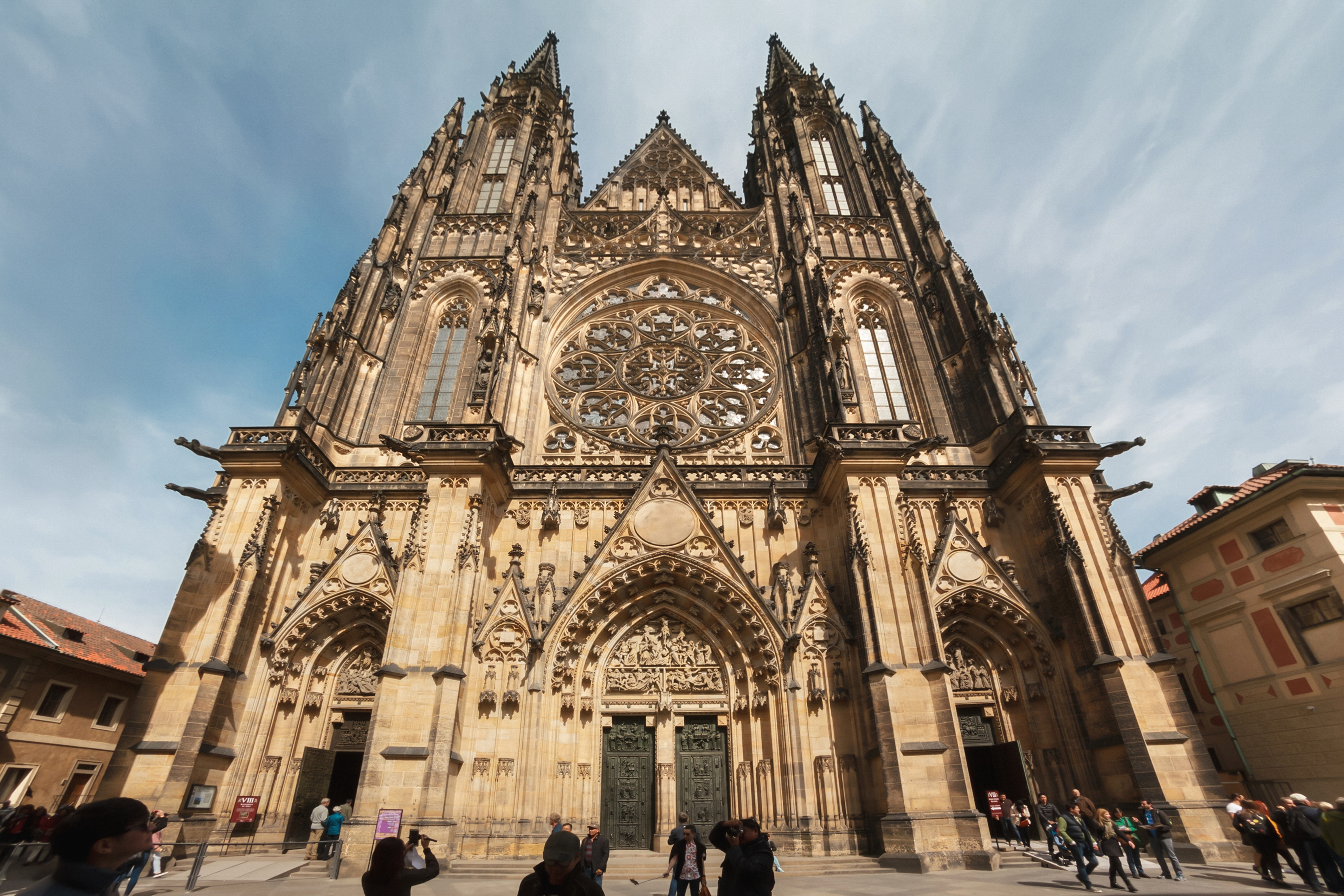
Hlavní průčelí s rozetou (Josef Kranner, Josef Mocker a Kamil Hilbert, 1873–1929)

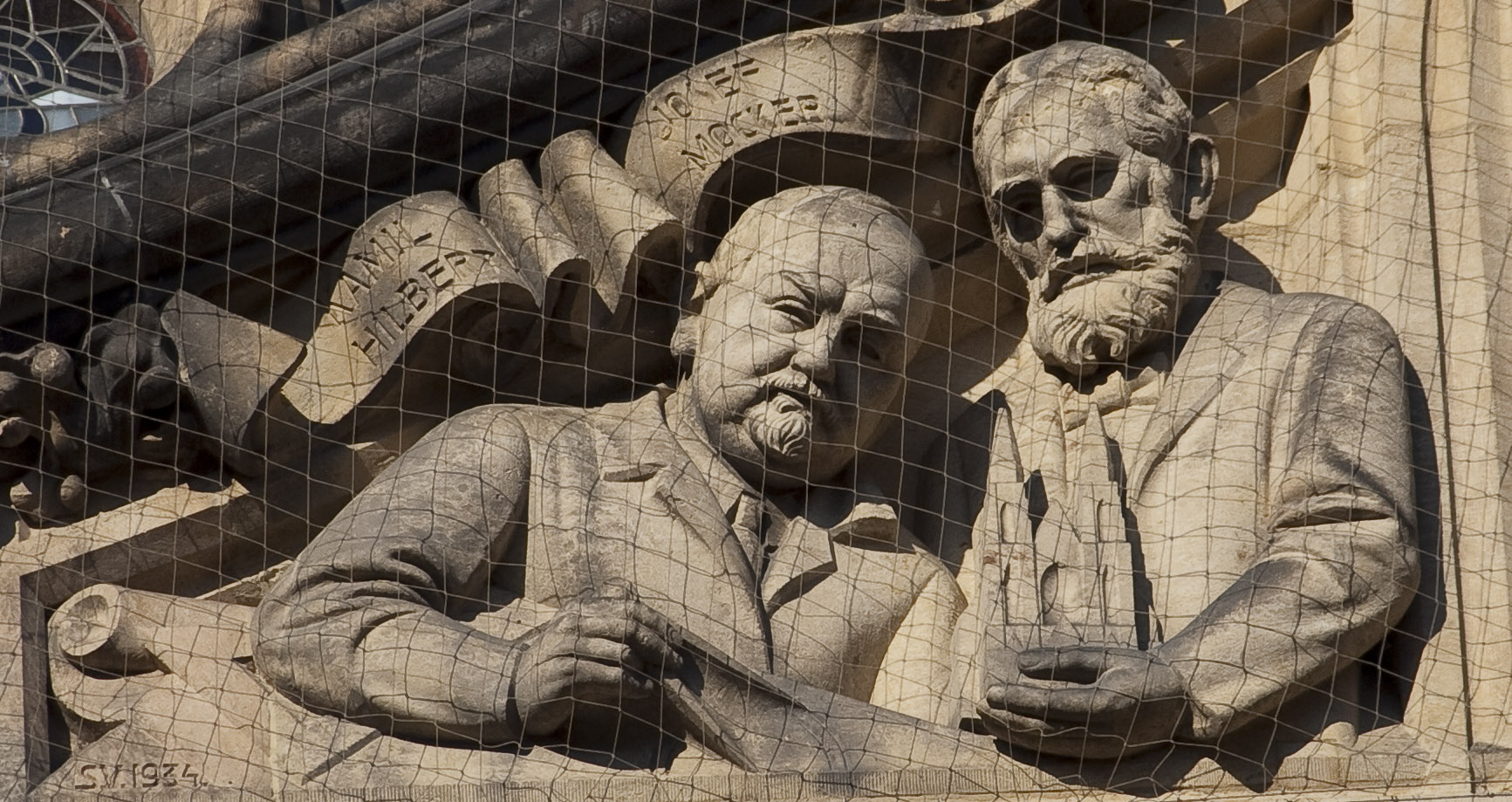
Podobizny stavitelů Kamila Hilberta a Josefa Mockera na fasádě hlavního průčelí

Západní část lodi a průčelí se dvěma osmdesátimetrovými věžemi byla přistavěna v letech 1873–1929 podle projektu Josefa Krannera (zemřel v roce 1871) a Josefa Mockera. Po Mockerově smrti v roce 1899 převzal vedení Kamil Hilbert. V září 1929, za účasti prezidenta Masaryka a arcibiskupa Františka Kordače (jak je uvedeno nad klenbou triumfálního oblouku chóru dómu na straně jižní), byla dokončena dostavba katedrály u příležitosti tisíciletého výročí zavraždění svatého Václava. Mimo bohoslužby slouží chrám jako pokladnice českých korunovačních klenotů, mauzoleum českých králů a galerie sochařských a malířských portrétů. Na výzdobě západní části katedrály se podílela řada význačných umělců – František Kysela, Max Švabinský, Alfons Mucha, Karel Svolinský, Otakar Španiel, Vojtěch Sucharda a další. Na novogotické dostavbě chrámu se jako vyučený kameník podílel i Antonín Zápotocký.

### Po roce 1929
V letech 1934 až 1935 upravil hrobku českých králů architekt Kamil Roškot, na erbech spolupracoval sochař Ladislav Kofránek. V 50. letech byla opravena jižní předsíň s novými vraty a zádveřím podle návrhu architekta Jana Sokola.
Po roce 1985 byla katedrála „z důvodů oprav a úprav interiéru“ na tři roky úplně uzavřena pro veřejnost, obřady i věřící.
Dekretem kardinála Miloslava Vlka ze dne 23. dubna 1997, k tisíciletému výročí smrti sv. Vojtěcha, byla katedrála zasvěcena svatým Vítovi, Václavovi a Vojtěchovi, neboť toto zasvěcení dostala už předchozí románská bazilika Spytihněva II. od biskupa Gebharta v roce 1074.[zdroj?]
V červnu 2019 vydal spolek Hilbertinum ve spolupráci s Archeologickým ústavem AV ČR o katedrále monografii, ve které katedrálu označuje čtverým zasvěcením jako „katedrálu sv. Víta, Václava, Vojtěcha a Panny Marie“. Mariánské zasvěcení odkazuje rovněž ke spytihněvovské bazilice, která bývá zmiňována jako bazilika sv. Víta, Vojtěcha a Panny Marie, v některých zdrojích i se svatým Václavem.
Dne 12. srpna 1992 se v katedrále konalo poslední rozloučení s kardinálem Františkem Tomáškem. V prosinci 2011 se zde konal státní pohřeb Václava Havla, první státní pohřeb od roku 1875. V sobotu 25. března 2017 byl v Nové arcibiskupské kapli pohřben kardinál Miloslav Vlk.

### Soudní spory ovlastnictví katedrály

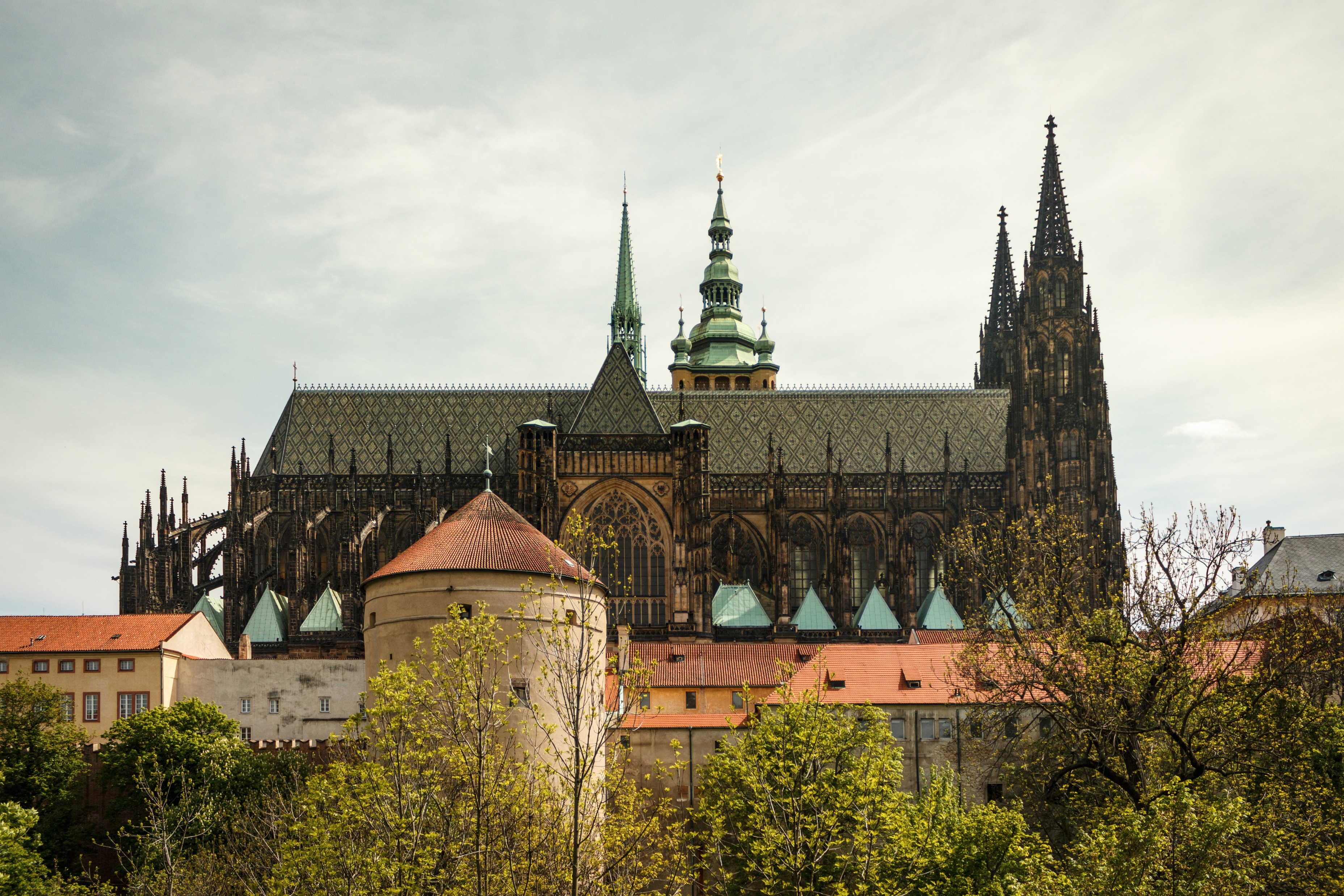
Katedrála sv. Víta od severozápadu

Katedrálu do roku 1954 spravovala církev, poté tehdejší komunistická vláda vládním nařízením určila „československý lid“ za vlastníka a Kancelář prezidenta republiky za správce celého areálu Pražského hradu, včetně katedrály. Po sametové revoluci se rozhořel spor o vlastnictví katedrály. V roce 1992 podala řada organizací zřizovaných církví žalobu na určení vlastnictví katedrály. Po čtrnácti letech, 16. června 2006, po odvolání na straně církve i státu soud rozhodl, že vládní nařízení z roku 1954 nezměnilo vlastnictví katedrály, a že tedy patří témuž vlastníkovi jako před rokem 1954, konkrétně Metropolitní kapitule u sv. Víta.
Rozsudek se setkal s nesouhlasem řady občanů, kteří považují katedrálu za státní symbol, jenž by měl být v rukou státu. Řada dalších občanů naopak rozsudek uvítala s tím, že katedrála jakožto sídelní kostel arcibiskupa má z povahy věci patřit církvi. Miloslav kardinál Vlk první rozhodnutí soudu z 26. října 2005 ve prospěch církve, proti kterému se stát odvolal, přivítal a prohlásil, že stát povinnosti, které získal s katedrálou, neplnil dobře. 5. září předala Správa Pražského hradu katedrálu Metropolitní kapitule u sv. Víta, pod niž od 6. září 2006 spadala.
Dne 16. února 2007 však zrušil Nejvyšší soud rozsudek Městského soudu v Praze, který rozhodl, že katedrála svatého Víta patří církvi. Nejvyšší soud dospěl k názoru že vládní nařízení z roku 1954, které z Pražského hradu udělalo sídlo prezidenta a „památku, náležející všemu československému lidu“, je stále platné. Proto podle Nejvyššího soudu chrám byl a zůstává majetkem státu, nicméně vnitřní mobiliář je až na výjimky ve vlastnictví církve.[zdroj?] Případem se tak znovu zabýval Obvodní soud pro Prahu 1, který 27. září 2007 rozhodl, že chrám státu zůstává. Tento rozsudek potvrdil i Městský soud v Praze a dovolání církve dne 5. března 2009 Nejvyšší soud odmítl. Zástupce církve se pak obrátil s ústavní stížností na Ústavní soud a hodlal původně jít i k Evropskému soudu pro lidská práva ve Štrasburku.
Spory o katedrálu ukončila 24. května 2010 dohoda mezi nově ustanoveným pražským arcibiskupem Dominikem Dukou a prezidentem Václavem Klausem. Obě strany v textu dohody vyjádřily svou vůli nepokračovat v dalších soudních sporech a byla ustanovena rada, jejímiž členy jsou držitelé sedmi klíčů potřebných pro vyzvednutí korunovačních klenotů a která má koordinovat společné užívání a správu katedrály. Chrám tak zůstal ve vlastnictví státu.
Soudní spor o vlastnictví katedrály je zajímavý i tím, že prakticky nelze určit vlastníka stavby v době jejího vzniku, neboť ve středověkém chápání byl kostel v podstatě vlastníkem sebe sama, neboť byl brán jako poněkud specifická právnická osoba. Proto bylo například možné darovat kostelu určitý dar a také bylo možné si od něj půjčit peníze. Církev katedrálu pouze spravovala prostřednictvím kapituly, ale nebyla jejím vlastníkem. Jejím vlastníkem však v žádném případě nebyl ani panovník či stát.

## Popis

### Vnějšek katedrály

Jižní věž se Zlatou branou je s výškou 96,6 m třetí nejvyšší kostelní věží v Česku

Trojlodní gotickou katedrálu francouzského typu tvoří závěr s věncem kaplí a bohatým opěrným systémem, z něhož vyčnívá vysoký chór. Na jižní straně vyčnívá do nádvoří Svatováclavská kaple a na ni navazující jižní předsíň se Zlatou branou (pojmenovanou podle zlatého pozadí mozaiky Posledního soudu), předsazenou před jižní průčelí příčné lodi. K rohům obou příčných lodí přiléhají pozdně gotická točitá schodiště. K jižní přiléhá velká věž, v dolní části gotická, ve výšce 55 m, kde měla věž přecházet do osmibokého půdorysu, navazuje renesanční ochoz a barokně upravená báň. V dolní části věže je zasazena kamenná pamětní deska z roku 1394, která popisuje postup středověké stavby. Oproti původnímu projektu, který počítal se symetrickou severní věží, rozhodli se architekti novověké dostavby pro řešení se dvěma věžemi v západním průčelí. Také západní část lemuje na obou stranách věnec kaplí.

### Mozaika Posledního soudu

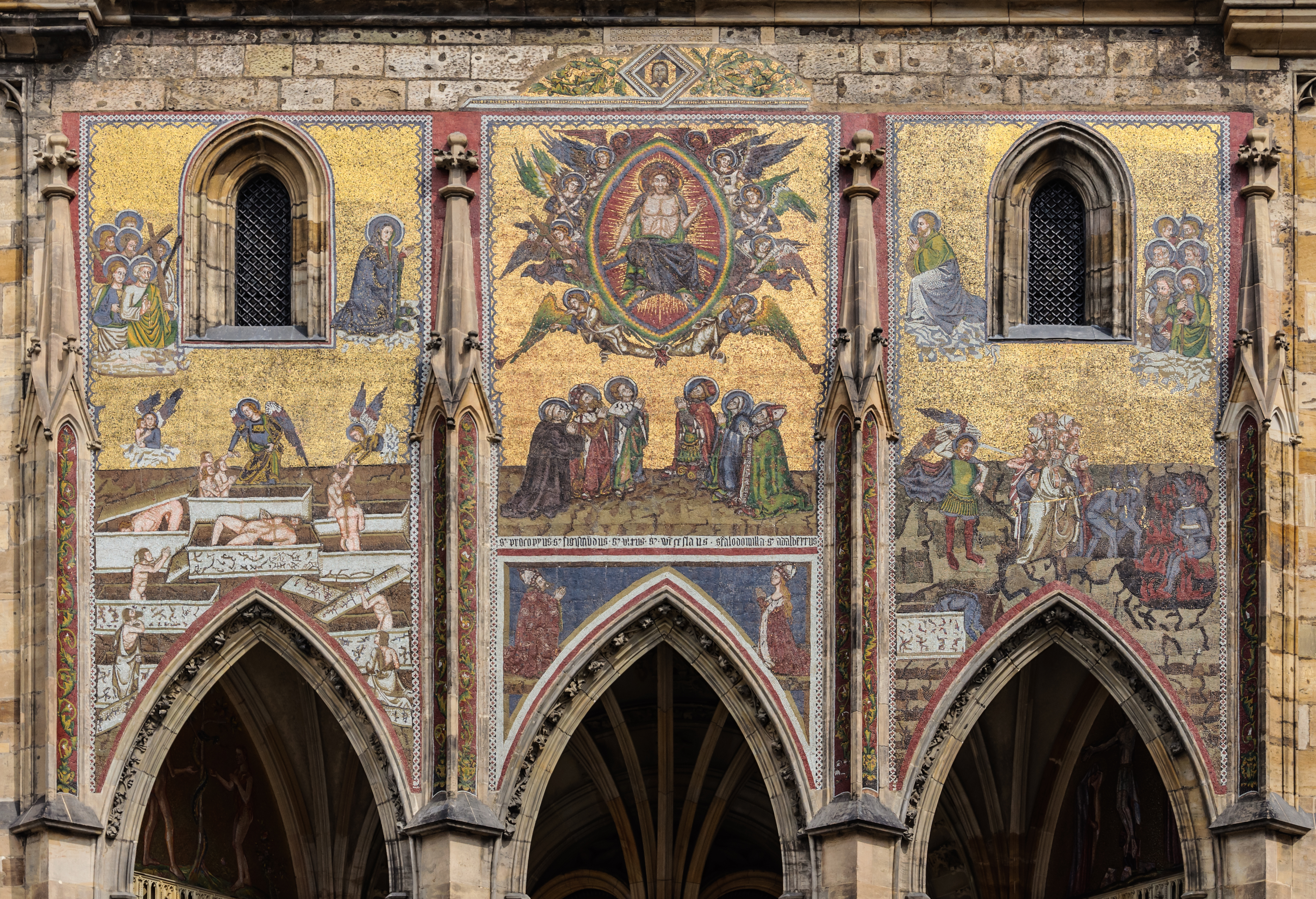
Mozaika Posledního soudu na Zlaté bráně

Mozaika Posledního soudu je dílo z let 1370–1372, které zobrazuje křesťanský soud nad lidmi v soudný den, kdy by měl být každý člověk souzen a podle svých skutků zachráněn (spasen) nebo zavržen, restaurována byla v roce 1961 a 2000. Celek je rozdělen do tří částí. V prostředním je vyobrazen Kristus jako soudce obklopený anděly nesoucími nástroje Kristova utrpení, pod nimi je skupinka šesti přímluvců – českých patronů (sv. Václav, sv. Vojtěch, sv. Vít, sv. Zikmund, sv. Ludmila a sv. Prokop), odděleni nápisem s jejich jmény klečí Karel IV. a jeho čtvrtá manželka Alžběta Pomořanská, na vrcholu je tzv. Veraikon (pravá podoba Krista). Vrchy obou bočních polí jsou pokračováním kompozice, postavy Panny Marie a sv. Jana Křtitele se přimlouvají za lidstvo, za nimi jsou okny odděleni apoštolové. V dolní levé části mrtví vstávají z hrobů a tři postavy andělů přijímají spravedlivé. Naopak v pravé části je skupinka hříšníků zavržených mečem archanděla Michaela, která je modrými ďábly vtahována do pekelných plamenů.

### Zvony

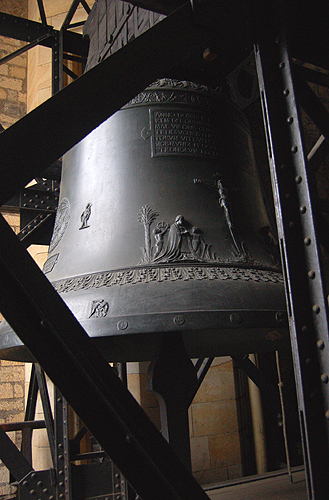
Největší český zvon Zikmund (v roce 1549 vyrobený Tomášem Jarošem)

Všechny hradní zvony i hodinové cymbály a další vybavení bylo zničeno požárem roku 1541, později obnovené zvony byly zrekvírovány za obou světových válek.
Na jižní věži katedrály je zavěšeno sedm zvonů ve dvou patrech:
- Zvon Zikmund, který na příkaz Ferdinanda I. ulil roku 1549 Tomáš Jaroš z Brna jako náhradu za starší zvon téhož jména z roku 1477. Vahou asi 13,5 tuny a průměrem 2,56 m je to největší český zvon.
- Zvon Václav z roku 1542 od zvonařů Ondřeje a Matyáše Pražského.
- Zvon Jan Křtitel z roku 1546 od zvonaře Stanislava.
- Zvon Josef z roku 1602 od Martina Hilgera.

a tři nové zvony z dílny Dytrychových z Brodku u Přerova, odlité roku 2012, nahrazující starší zvony stejných jmen a doplňující zvonový soubor. Reliéfní výzdobu těchto tří zvonů provedl akademický sochař Daniel Ignác Trubač z Polešovic.

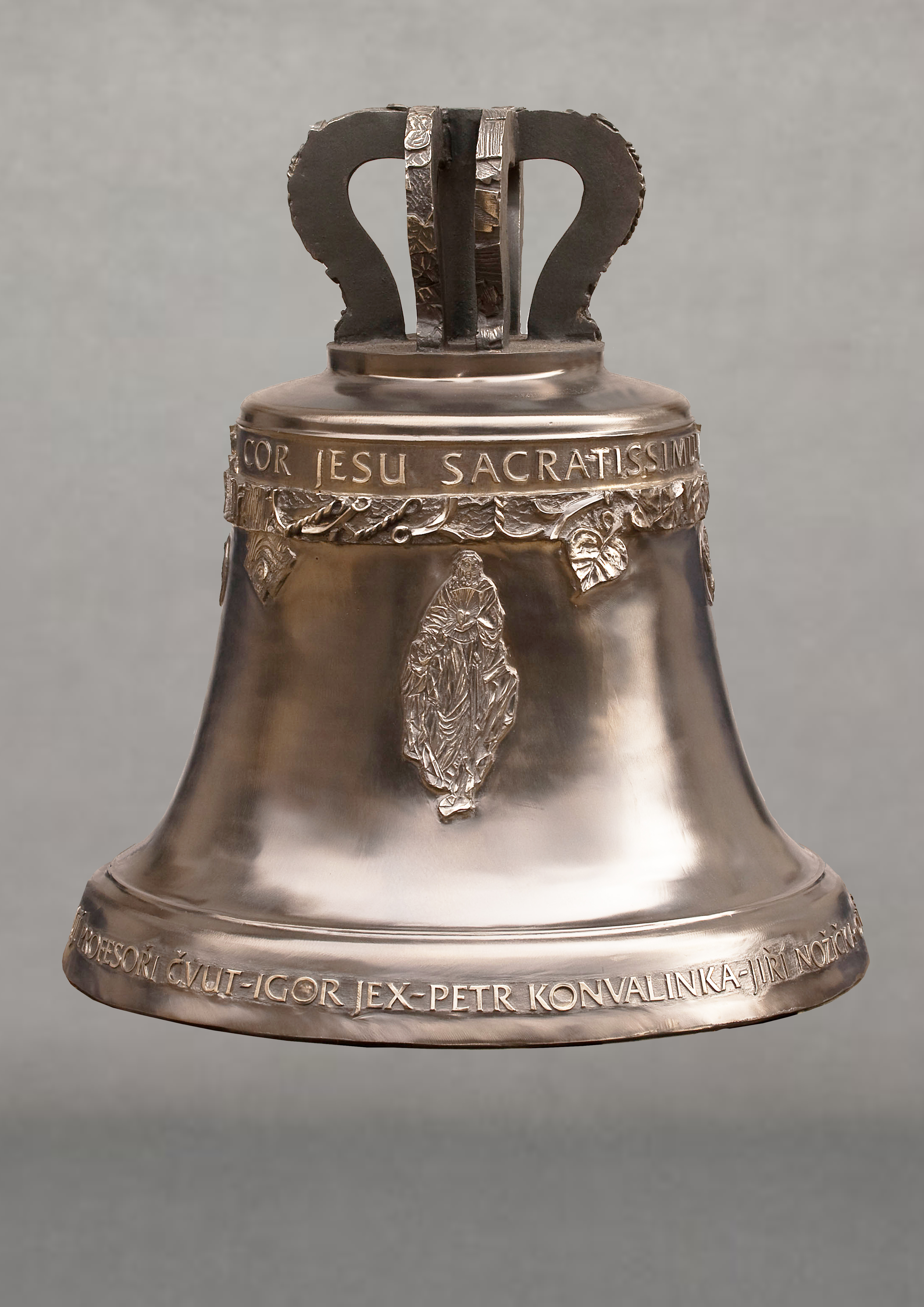
zvon Nejsvětější Srdce Ježíšovo
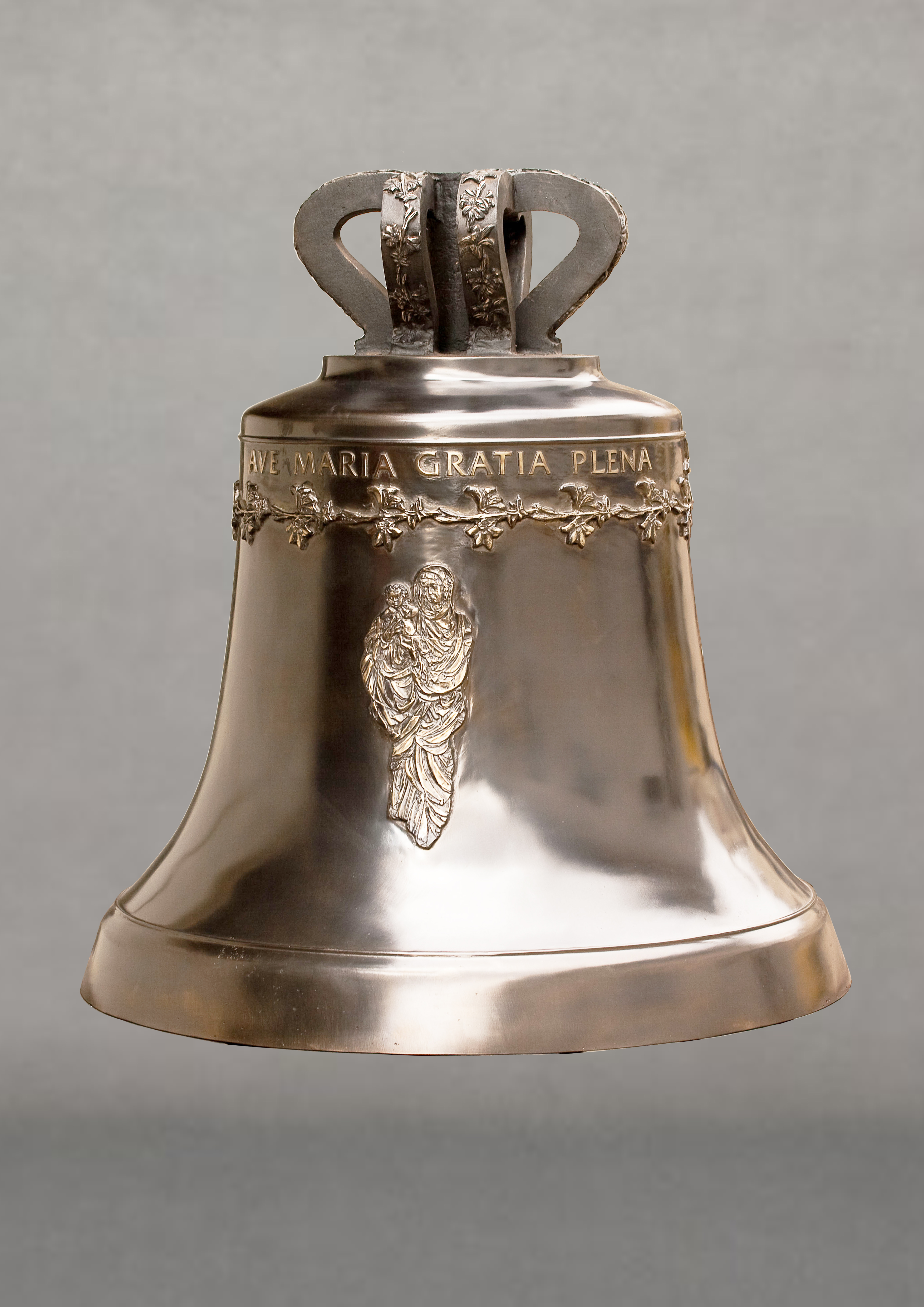
zvon Panna Maria
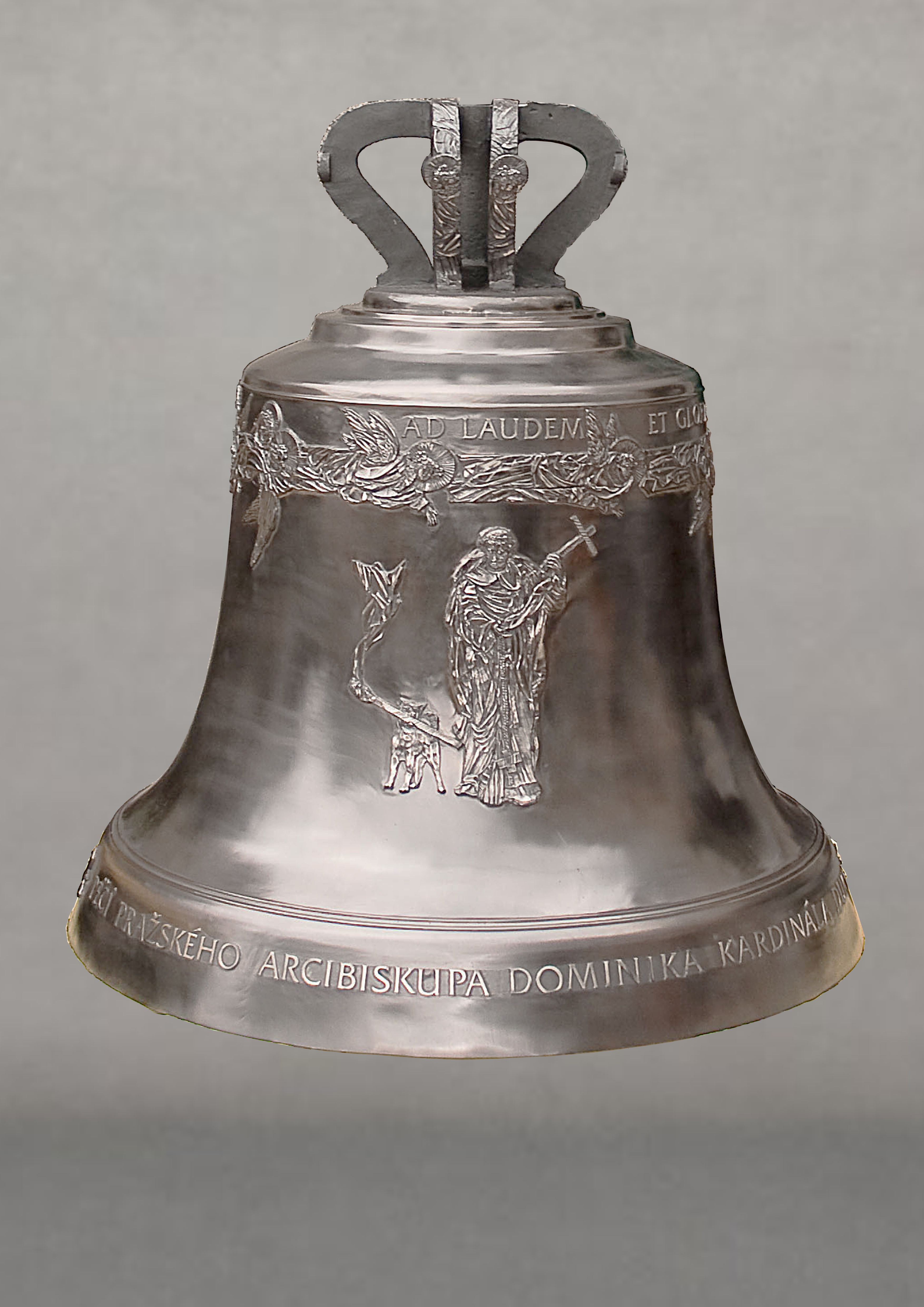
zvon sv. Dominik

- Zvon Dominik, jehož jméno (respektující tuto historickou chybu u jeho předchůdce) je zkomoleno z Dominikál – tedy zvonu, svolávajícího věřící k nedělní mši (neděle – den Páně = Dominica – Dominus = Pán.
- Zvon Maria, (Marie).
- Zvon Ježíš, nejmenší ze zvonů.

Všechny zvony jsou poháněny ručně a s výjimkou zvonu Zikmund zvoní pravidelně každou neděli. Zvonění na svatovítské zvony obstarává dobrovolný spolek Campanarii Pragenses Sancti Viti pod vedením Tomáše Stařeckého.

### Vnitřek katedrály

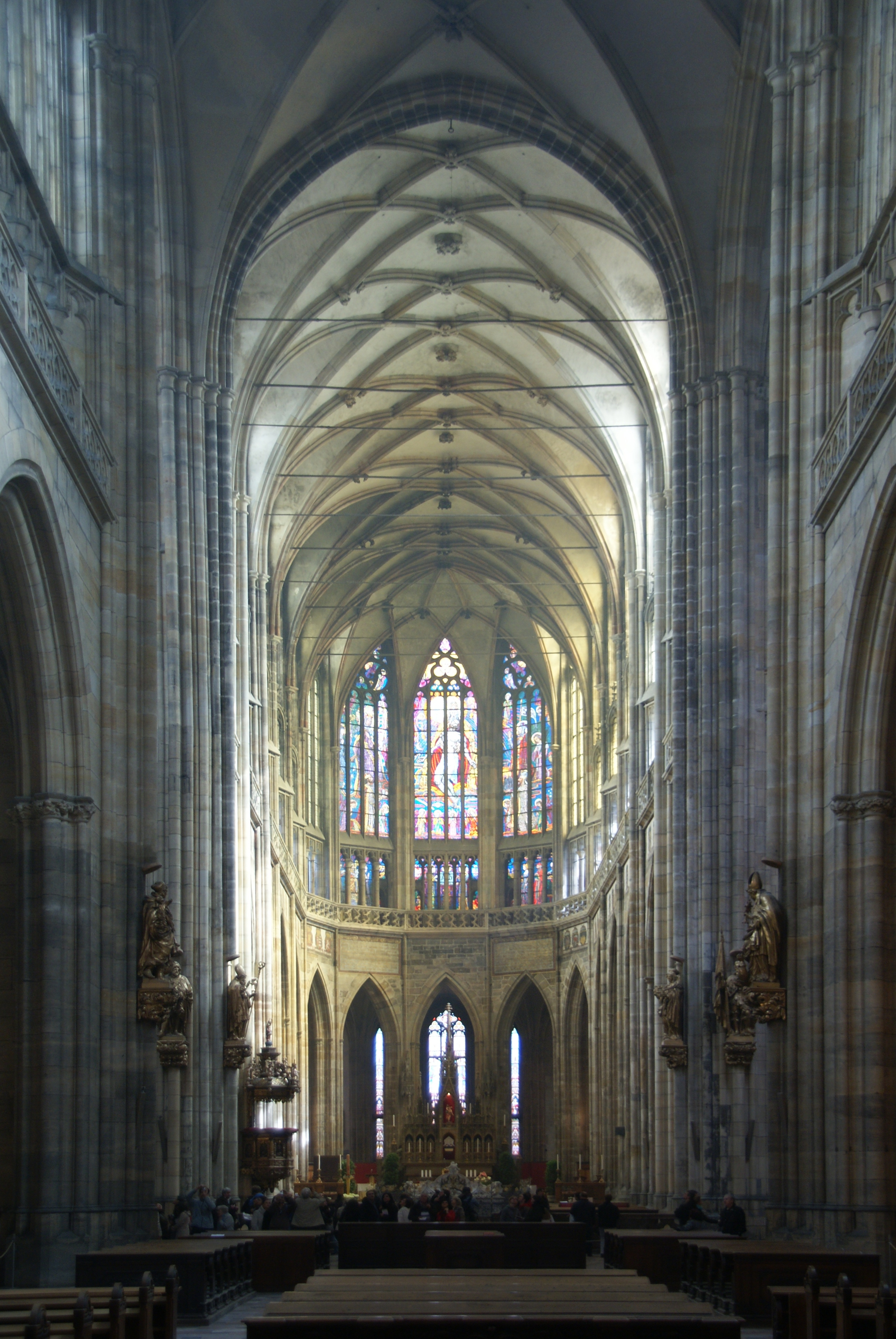
Interiér katedrály, triumfální oblouk

Uvnitř jsou stěny hlavní lodi svisle členěny triforiem, které obíhá celou katedrálu. Na pilířích chóru je 21 bust panovníků, biskupů, královen i stavitelů z dílny Petra Parléře. Za hlavním oltářem jsou náhrobky prvních biskupů a socha kardinála Schwarzenberga od Josefa Václava Myslbeka. V jižním ochozu se nachází monumentální stříbrný náhrobek sv. Jana Nepomuckého z roku 1736 podle návrhu J. E. Fischera z Erlachu. Po bocích vysokého chóru se nalézají dvě velké barokní řezby, znázorňující pustošení chrámu roku 1619 a útěk Zimního krále roku 1620. Uprostřed lodi se nachází renesanční mauzoleum (tumba) Maxmiliána II., Ferdinanda I. a jeho manželky Anny Jagellonské od nizozemského Alexandra Collina, dokončená 1589. Mauzoleum je chráněno ozdobnou renesanční mříží a na jeho bocích jsou vyobrazeni čeští králové a královny, kteří jsou pohřbeni v kryptě pod ním.
Z dalšího vnitřního zařízení je třeba zmínit raně barokní kazatelnu, barokní arcibiskupské křeslo, čela chrámových lavic, renesanční Wohlmuthovu kruchtu v severní příčné lodi, kam byla přenesena při dostavbě chrámu, a barokní varhany na místě renesančních, zničených při pruském bombardování roku 1757. Dále množství zejména barokních náhrobků, epitafů, dřevěný oltářní nástavec s Ukřižováním od Františka Bílka s oltářní mensou a barevné okenní vitráže podle návrhů Alfonse Muchy, Františka Kysely, Maxe Švabinského, Cyrila Boudy a Karla Svolinského z první třetiny 20. století.
Na západní straně katedrály od jara 2025 probíhá stavba nových varhan, nástroje, který má svým zvukem mnohem lépe odpovídat potřebám katedrálního prostoru. Varhany, které vyrobila španělská varhanářská dílna Gerhard Grenzing, by měly být kompletně dokončeny a uvedeny do používání v roce 2026, slavnostní inaugurace je plánována na 15. června, den svátku svatého Víta.

### Kaple svatého Václava

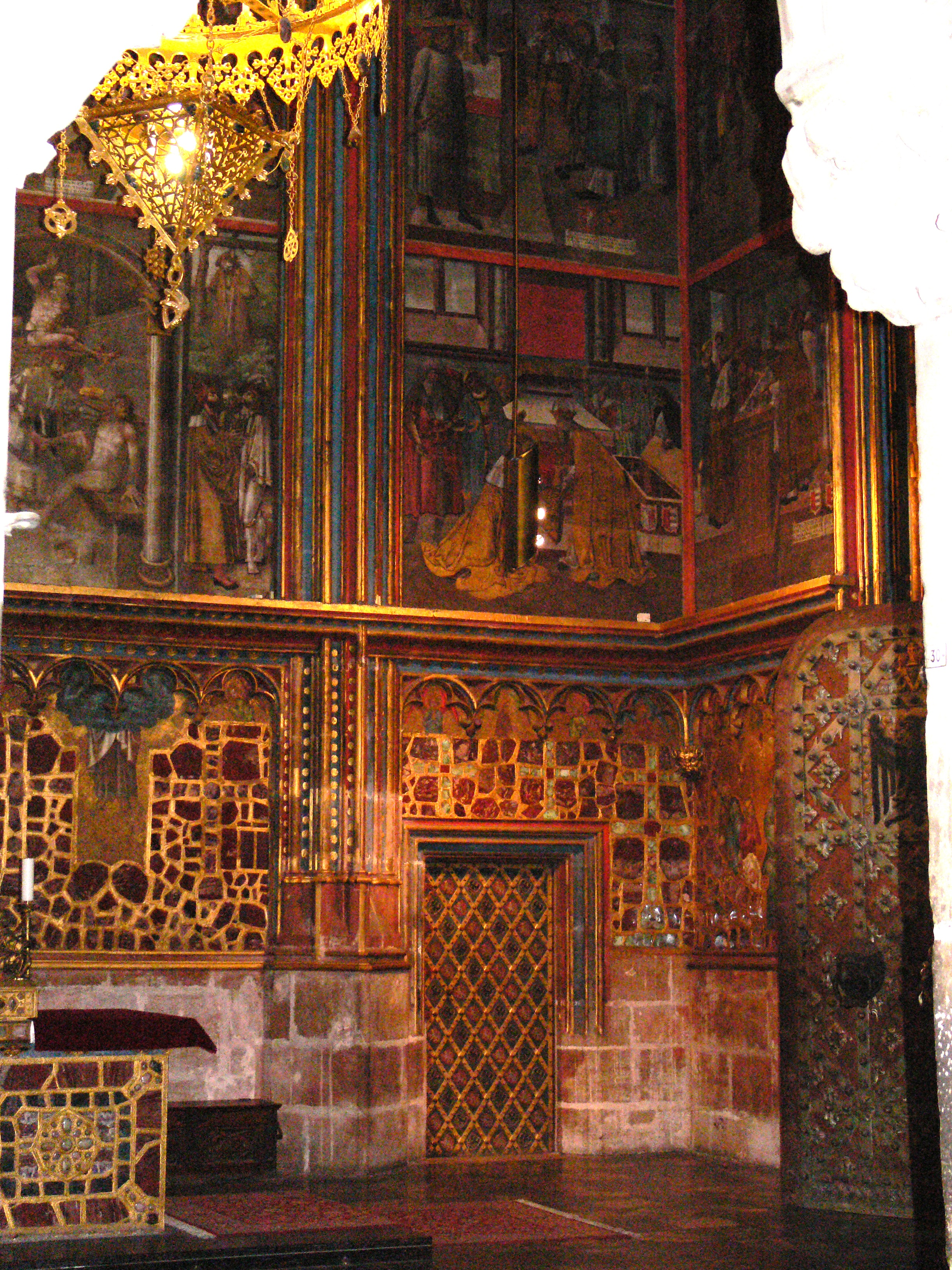
Kaple sv. Václava, vstupní dveře do Korunní komory s Korunovačními klenoty

Ústředním posvátným i uměleckým prostorem katedrály je svatováclavská kaple. Je zbudována nad původním hrobem svatého Václava v podobě jakoby samostatné svatyně vložené do chrámu a svým pojetím připomíná relikviářovou skříň. Spodní část kaple je ozdobena malbami pašijového cyklu a osázena polodrahokamy v pozlacené omítce. Střídmý exteriér kontrastující s nádherou interiéru navazuje na karlštejnskou kapli sv. Kříže. Nad mřížkou vedle oltáře, kde býval uchováván olej k pomazání při korunovaci, je namalovaný portrét Karla IV. Malby byly upraveny v 70. letech 15. století, kdy také namalovány postavy andělů a patronů v horních částech kaple. Ostatní malby v této části představují výjevy z legend o svatém Václavu. Jejich autorem mohl být Mistr Litoměřického oltáře, ideologickým autorem jejich spoluobjednatel, probošt Jan z Vartenberka. Další úpravy a doplnění maleb prováděl Daniel Alexius z Květné. Nad oltářem, obklopená malovanými anděly, je polychromovaná socha svatého Václava s kopím a štítem. Pochází ze 70. let 14. století, autorem je asi Petr Parléř nebo jeho synovec Jindřich a jedná se o nejstarší dochovanou volně stojící sochu světce. Na pravé straně jižní stěny jsou dveře zavřené sedmi zámky, které vedou na schodiště do Korunní komory, kde jsou přechovávány české korunovační klenoty.

### Kaple

Schematický půdorys s označením kaplí

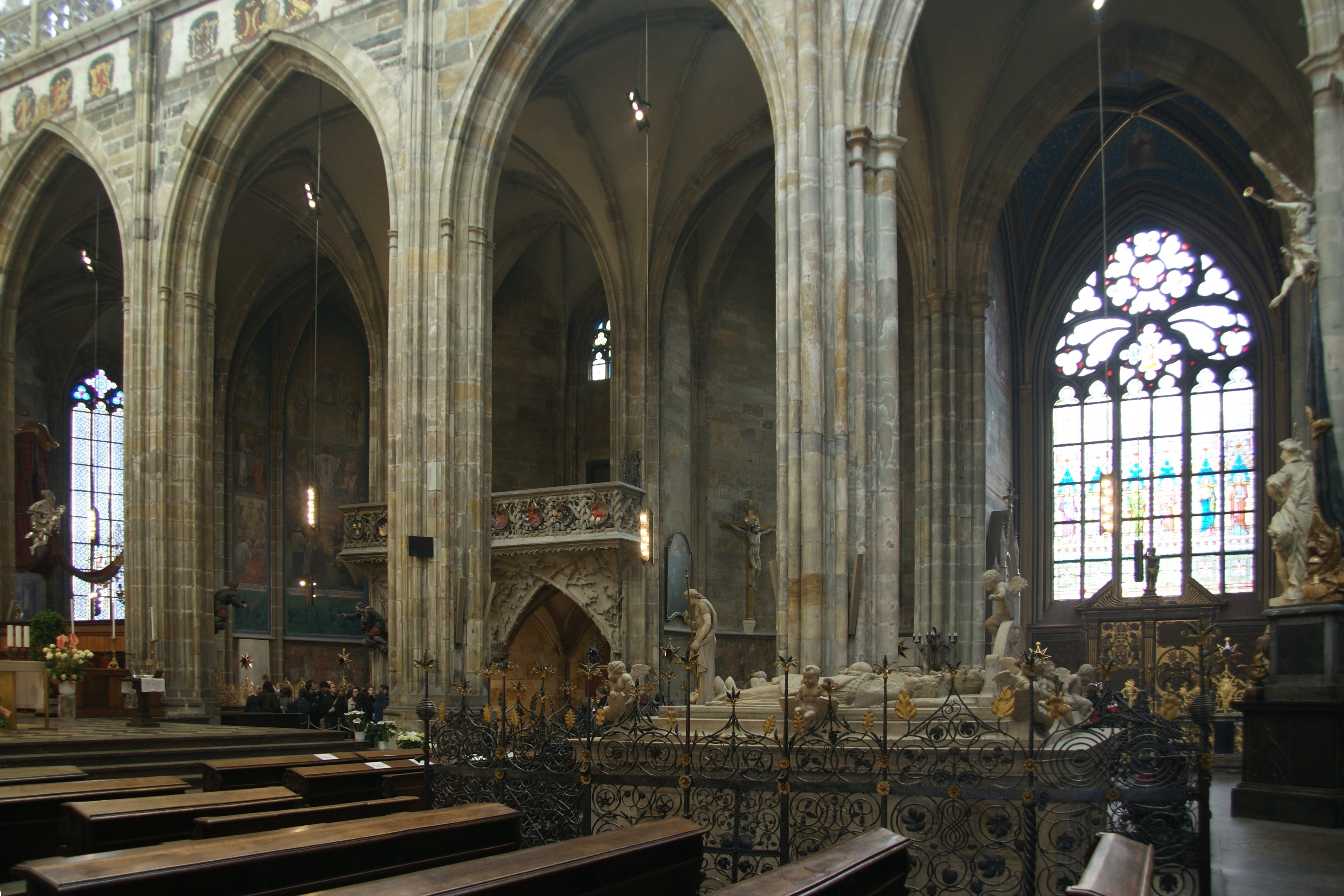
Collinovo pohřebiště a královská oratoř

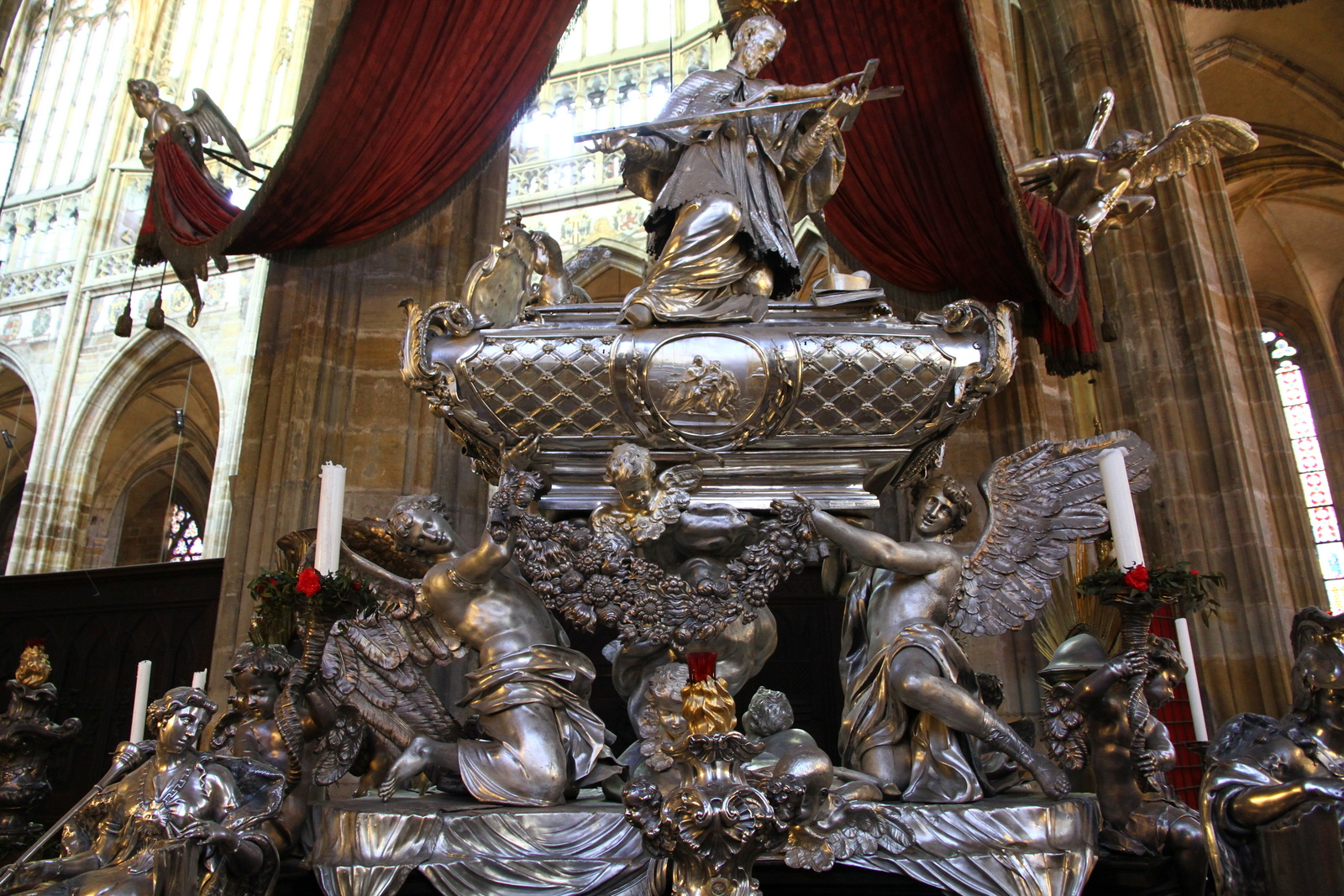
Hrob sv. Jana Nepomuckého

Jižní i severní stěnu katedrály a její závěr lemuje věnec kaplí, počínaje kaplí svaté Ludmily vpravo od hlavního vchodu (vstup do katedrály, nově s turnikety, je ovšem z levé strany).
Novogotická loď, jižní strana
1. kaple sv. Ludmily (křestní); s mramorovým oltářem a sochou umírající sv. Ludmily od Emanuela Maxe (1844) a sousoším Sv. Metoděj křtí sv. Ludmilu od Karla Pokorného
2. kaple Božího hrobu
3. kaple Thunovská (Thunská) – vlevo vstup do kapitulní knihovny a archivu
Gotická část u jižní brány
se čtyřmi renesančními náhrobními deskami přizděnými k západní stěně, nejcennější je figurální náhrobek španělského rytíře a diplomata Bernarda Menesia z Toleda; u východní stěny vchod do kaple sv. Václava; vlevo od něj kamenná kropenka a na ní drobná bronzová socha sv. Václava od Karla Dvořáka
4. kaple Božího hrobu (Hasenburská) – pod gotickou věží, vzadu vstup do věže; na vnější stěně kaple epitaf dvou děvčátek, dcer malíře Hanse von Aachen (1603)
5. Svatováclavská kaple se světcovým hrobem, oltářem sv. Jana Evangelisty a na jižní straně s vraty vstupu do korunní komory (viz výše)
Gotické kněžiště
6. kaple sv. Ondřeje (Martinická) – při jižní stěně dvojice mramorových náhrobků Jana Jiřího a Jaroslava Bořity z Martinic
7. kaple sv. Kříže (Kristovy tváře nebo také sv. Šimona a Judy) – asymetrická, pravá strana pravoúhlá od P. Parléře, levá lomená od M. z Arrasu
královská oratoř – pozdně gotická pro Vladislava Jagellonského, přístupná chodbou ze Starého královského paláce
8. kaple sv. Máří Magdalény (Valdštejnská) s náhrobky Matyáše z Arrasu a Petra Parléře
9. kaple sv. Jana Nepomuckého (původně sv. Erharda a sv. Otýlie, Vlašimská, sv. Vojtěcha); na východní stěně figurální bronzový náhrobek císařské hofmistryně Ludmily Berkové z Dubé, provdané Thurnové, se dvěma dětmi (1558), v letech 1880–2014 zde byly na oltáři ve schránce provizorně uloženy ostatky sv. Vojtěcha; před kaplí stříbrný barokní náhrobek sv. Jana Nepomuckého od J. J. Wirtha
10. kaple sv. Ostatků (Saská, Šternberská) má gotickou oltářní menzu z opuky, s tesanými reliéfy klečícího vévody Rudolfa Saského před sv. Vojtěchem s erbovními deskami pod hrotitými arkádami, po stranách stojí gotické parléřovské náhrobky Přemysla Otakara I. (vpravo) a Přemysla Otakara II. (vlevo) z doby Karla IV.
11. kaple Nejsvětější Trojice a Panny Marie (také Císařská nebo Arcibiskupská) – hlavní chórová kaple v ose katedrály; na horním břevnu dřevořezba ukřižovaného Krista se štítkem dedikace císaře Ferdinanda II. s letopočtem 1621; gotické parléřovské náhrobky Spytihněva II. a Břetislava I., mramorový sarkofág Vratislava II. z Pernštejna podle předlohy Hanse Vredemana de Vries vytesal Giovanni Antonio Brocco, oltář novogotický, od roku 2022 relikviář s ostatky posledního rakouského císaře Karla I.
12. kaple sv. Jana Křtitele (Arnoštova, sv. Antonína) – gotické parléřovské náhrobky Břetislava II. a Bořivoje II., pod okny do stěny vsazeny dvě náhrobní desky arcibiskupů Antonína Brusa z Mohelnice a Martina Medka, Milánský svícen
13. kaple sv. Vojtěcha (dříve arcibiskupská, Pernštejnská, sv. Háty-Agáty) – renesanční náhrobek Vratislava II. z Pernštejna, arcibiskupové pochovaní v letech 1793–1901. Od roku 2014 jsou zde v novém domečkovém relikviáři, který byl vytvořen ze čtyř druhů dřev a váží 70 kilogramů, uloženy ostatky sv. Vojtěcha.
14. kaple sv. Anny (Nostická) má gotickou oltářní menzu tesanou z opuky, s reliéfy sv. Anny a donátory. Na predele oltáře je tzv. Trevírská deska, raně gotický relikviář z roku 1266, získaný rodinou Nosticů z kostela sv. Martina v Trevíru. V nástavci oltáře je malba korunované Panny Marie Assumpty, stojící na půlměsíci a vítězící nad hadem hříchu, který se svíjí pod ním. V severozápadní stěně je vsazen epitaf papežského nuncia Octavia de Sancta Cruce († 1581). Dvě spojené znakové náhrobní desky patří hraběti Floriánu Dětřichovi Žďárskému ze Žďáru a jeho manželce Alžbětě, rozené Nosticové (1649) a vpravo Janu Hartvíku Nosticovi a jeho první manželce Kateřině Marii, rozené Žďárské ze Žďáru.
15. kaple sv. Michala (stará sakristie) – oltářní obraz Křest Kristův od Petra Brandla, klenba s visutým svorníkem
16. kaple sv. Zikmunda (Černínská) má na východní stěně oltář se sloupovou architekturou podle návrhu Františka Maxmiliána Kaňky, uvnitř je socha Nanebvzetí svatého Zikmunda od Františka Ignáce Weisse z doby kolem roku 1740, s nástěnnou malbou Nanebevzetí Panny Marie z roku 1628, a po stranách v menších polích epizody ze života sv. Zikmunda, manýristické dílo Daniela Alexia z Květné z roku 1620, jež objednal Volf Ilburk z Vřesovic († 1634), kteří jsou v kapli pohřbeni. V oltáři jsou ostatky světce. Další náhrobky a epitafy patří Humprechtu Černínovi z Chudenic, donu Antoniovi z Cardony a jeho ženě Marii de Requeséns, Johanně a Janovi z Dietrichsteina,Janu Oldřichu Zasiovi, Vilémovi z Bukova, Oldřichovi z Martinic, Zikmundu Báthorymu, hraběti Josipu Šiškovićovi a Zdeňku Lvovi z Rožmitálu.
Novogotická loď, severní strana
17. Wohlmuthova kruchta s barokními varhanami přiléhala původně k západní stěně nedostavěné katedrály. Při dostavbě koncem 19. století byla přenesena do severní příčné lodi.
18. kaple Nejsvětější Svátosti (chórová kaple)
19. kaple Nová arcibiskupská má na východní stěně oltář s nástěnnou malbou Nanebevzetí Panny Marie z okruhu Bartolomea Sprangera z roku 1593, na severní (zadní) stěně dvojici znakových náhrobních desek, z nich pravá patří matce a dcerám malíře Hanse von Aachen. Ve společné hrobce jsou pohřbeni biskup Antonín Podlaha, arcibiskupové František Kordač, František Tomášek a Miloslav Vlk, kteří mají na západní stěně kaple bronzové desky epitafů, dvě horní desky jsou dosud prázdné, vyhrazené dalším arcibiskupům. Mezi nimi je kruhová portrétní plaketa Antonína Podlahy a nad ní secesní obraz truchlící postavy.
20. kaple Schwarzenberská má na oltáři pozdně gotickou malovanou desku se scénou Klanění tří králů z tzv. Čimelické archy z doby kolem roku 1500.
21. kaple sv. Anežky České (do roku 1989 Bartoňů z Dobenína), oltář s malovaným gotickým polyptychem od Jacobella di Bonomo ze 2. poloviny 14. století, sousoší sv. Anežky od Karla Stádníka, na západní stěně výmalba oslavující textilní podnikání rodiny Bartoňů z Dobenína, na severní stěně mozaika s Beránkem božím, všechny podle návrhu Františka Kysely. Kaple je od roku 2020 místem posledního odpočinku arcibiskupa Josefa kardinála Berana, s jeho bronzovou bustou na soklu.

## Pohřbení králové a císaři

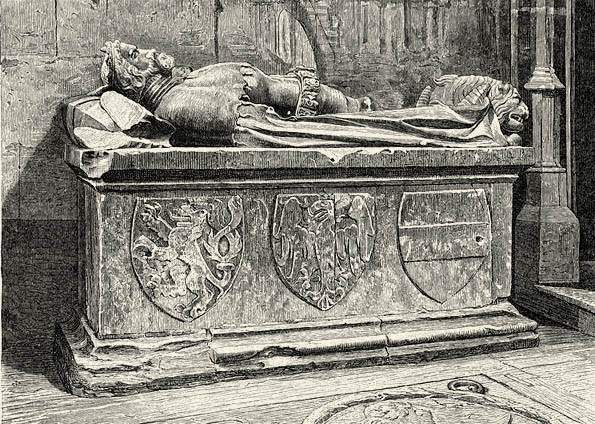
Náhrobek českého krále Přemysla Otakara II.

Hrobky českých králů jsou uloženy v Královské hrobce v podzemí katedrály, dva králové v Collinově mauzoleu uvnitř katedrály a další dva králové a knížata pak v jejím chóru.
1. svatý Václav (+ 935, podle starších názorů už v roce 929)
2. Břetislav I. (kolem 1002–1055), český kníže 1035–1055 – kamenná tumba
3. Spytihněv II. (1031–1061), český kníže 1055–1061 – kamenná tumba
4. Břetislav II. (+ 1100), český kníže 1092–1100
5. Bořivoj II. (kolem 1064–1124), český kníže 1101–1107 a 1117–1120 – kamenná tumba
6. Přemysl Otakar I., král český (1155 – 15. prosince 1230)
7. Přemysl Otakar II., král český (1232 – 26. srpna 1278)
8. Rudolf II., vévoda rakouský (1271 – 10. května 1290)
9. Guta Habsburská, královna česká (13. března 1271 – 18. června 1296) – manželka krále Václava II. (je možné, že byla později převezena na Zbraslav)
10. Rudolf I., král český (1282 – 4. července 1307)
11. Blanka Markéta z Valois, královna římská a česká (1317 – 1. srpna 1348) – manželka císaře římského a krále českého Karla IV.
12. Václav (1350–1351), 1. syn Karla IV. a Anny Falcké (a pozůstatky dalších nedospělých dětí Karla IV.)
13. Anna Falcká (1329–1353) z rodu Wittelsbachů, česká královna (1349–1353), 2. žena Karla IV.
14. Anna Svídnická (1339–1362) z rodu Piastovců, česká královna (1353–1362), 3. žena Karla IV.
15. Karel IV., císař římský a král český (14. května 1316 – 29. listopadu 1378)
16. Johana Bavorská (1356–1386) z rodu Wittelsbachů, česká královna (1378–1386), 1. žena Václava IV.
17. Alžběta Pomořanská (1346 n. 1347 – 1393), česká královna (1363–1378), 4. žena Karla IV.
18. Jan Zhořelecký (1370–1396), syn Karla IV. z posledního manželství
19. Václav IV., král český a římský (26. února 1361 – 16. srpna 1419)
20. Jiří z Poděbrad, král český (6. dubna 1420 – 22. března 1471)
21. Anna Jagellonská (23. července 1503 – 27. ledna 1547) – manželka císaře Ferdinanda I.
22. Ladislav Pohrobek, král český (22. února 1440 – 23. listopadu 1457)
23. Ferdinand I., císař římský a král český (10. března 1503 – 25. července 1564)
24. Maxmilián II., císař římský a král český (31. července 1527 – 12. října 1576)
25. arcivévodkyně Eleonora (4. listopadu 1568 – 12. března 1580) – dcera císaře Maxmiliána II.
26. Rudolf II., císař římský a král český (18. července 1552 – 20. ledna 1612)
27. Marie Amálie Rakouská, vévodkyně parmská (26. února 1746 – 18. června 1804) – manželka vévody Ferdinanda Parmského

## Betlém
Původně měl být v katedrále umístěn keramický betlém, který objednala Jednota pro dostavění chrámu sv. Víta na Pražském hradě a navrhla prof. Helena Johnová (1884–1962). Tento betlém ale pro nepříznivé historické okolnosti (2. světová válka, komunistický převrat v roce 1948) nebyl realizován. Současný betlém je dílem sochaře Václava Andrese (1894–1969). Je z polychromované keramiky a obsahuje 25 postav.

## Pověsti

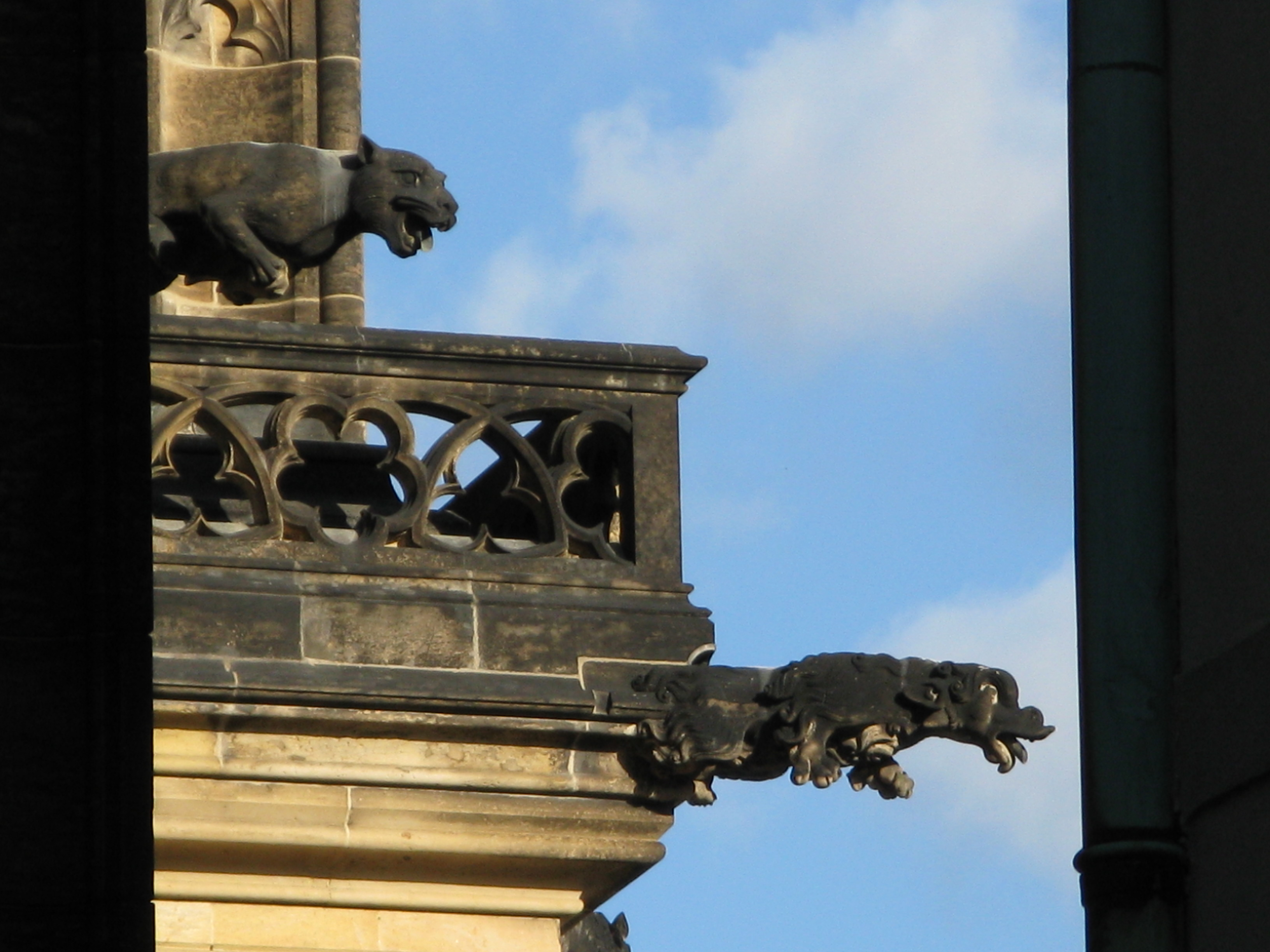
Chrliče na katedrále

- Když v roce 1378 umíral veliký císař a český král Karel IV., umíráček z věže katedrály začal zvonit sám od sebe a k němu se postupně připojily všechny české zvony. Karel to uslyšel a před smrtí zvolal: „Hle, dítky mé, již mne volá Pán Bůh, budiž s vámi na věky!“
- Věštec řekl králi Václavu IV., že zemře „před věží svatovítskou“. Václav dostal strach a věži se vyhýbal. Později dostal nápad, že by mohl věštbu obejít tím, že věž zbourá. Nařídil to vykonat a odjel na své sídlo na Novém hradě u Kunratic. Tam byl náhle zastižen mrtvicí a teprve když umíral, pochopil pravý výklad věštby – zemře „před věží“ – tedy dříve než věž.
- Házenburská kaple v přízemí věže nebyla po požáru Prahy v roce 1541 dlouhá léta opravena a sloužila zvoníkům jako komora. Jednou tam usnul opilý zvoník, ale o půlnoci ho probudil přízrak a vyhnal ho z kostela pryč. Zvoník přes noc zešedivěl hrůzou.
- Když byl odlit největší český zvon Zikmund, na Hrad jej táhlo na voze 16 párů koní, nikdo však nevěděl, jak jej dostat nahoru na věž. Umělci ani stavitelé si nevěděli rady, až nejstarší královská dcera sestavila podivný stroj a utkala provaz z dívčích vlasů, na němž zvon snadno vytáhla na věž. Když však chtěli učenci stroj prozkoumat, princezna jej přikázala rozebrat a roztlouci.
- Vyprávělo se, že panovník, který dostaví svatovítskou katedrálu, dokáže potom definitivně odvrátit turecké nebezpečí. Doslechl se o tom císař Leopold I., nechal katedrálu opravovat a slíbil na stavbu vynaložit značné prostředky. Avšak pověst se donesla až k Turkům, kteří začali svolávat vojska, aby tak stavbu katedrály překazili. Leopold dostal strach, ve stavbě ustal a slíbené finance věnoval na posílení armády.
- Za vlády Fridricha Falckého se katedrála dostala do rukou kalvinistům, kteří chtěli na posměch katolíkům zvonit na Velký pátek. Zvony však ztěžkly tak, že je nebylo možné rozhoupat. Správce katedrály se rozzlobil a zamkl věž, aby se nezvonilo ani na Bílou sobotu, avšak zvony se rozezněly samy od sebe.
- Svatovítské zvony dokážou měnit hlas podle nálady, které panuje v českém národě. V období po bitvě na Bílé hoře prý zvonily tak smutně, že probouzely zesnulé české světce v kryptě katedrály.
- Zvony z věže nemůže nikdo uloupit, kdo by se o to pokusil, zemře; naloženy na vůz by ztěžkly tak, že by je žádný neutáhl; kdyby se to přece podařilo, zvony by uletěly zpět na své místo.
- 1. dubna 2011 se na internetu rozšířila fáma, že katedrála bude zateplena. Aprílové reportáži[22] uvěřily desítky tisíc lidí.

## Zajímavosti
- Panně Marii zvané Madona Ara Coeli ze svatovítského pokladu byla zasvěcena 28. kaple Svaté cesty z Prahy do Staré Boleslavi, která byla založena v letech 1674–1690. Donátorem kapličky byl Václav Bílek z Bílenberka, kanovník královéhradecký.
- Na novogotické dostavbě katedrály pracoval jako kameník pozdější československý prezident Antonín Zápotocký.[23]

## Fotogalerie

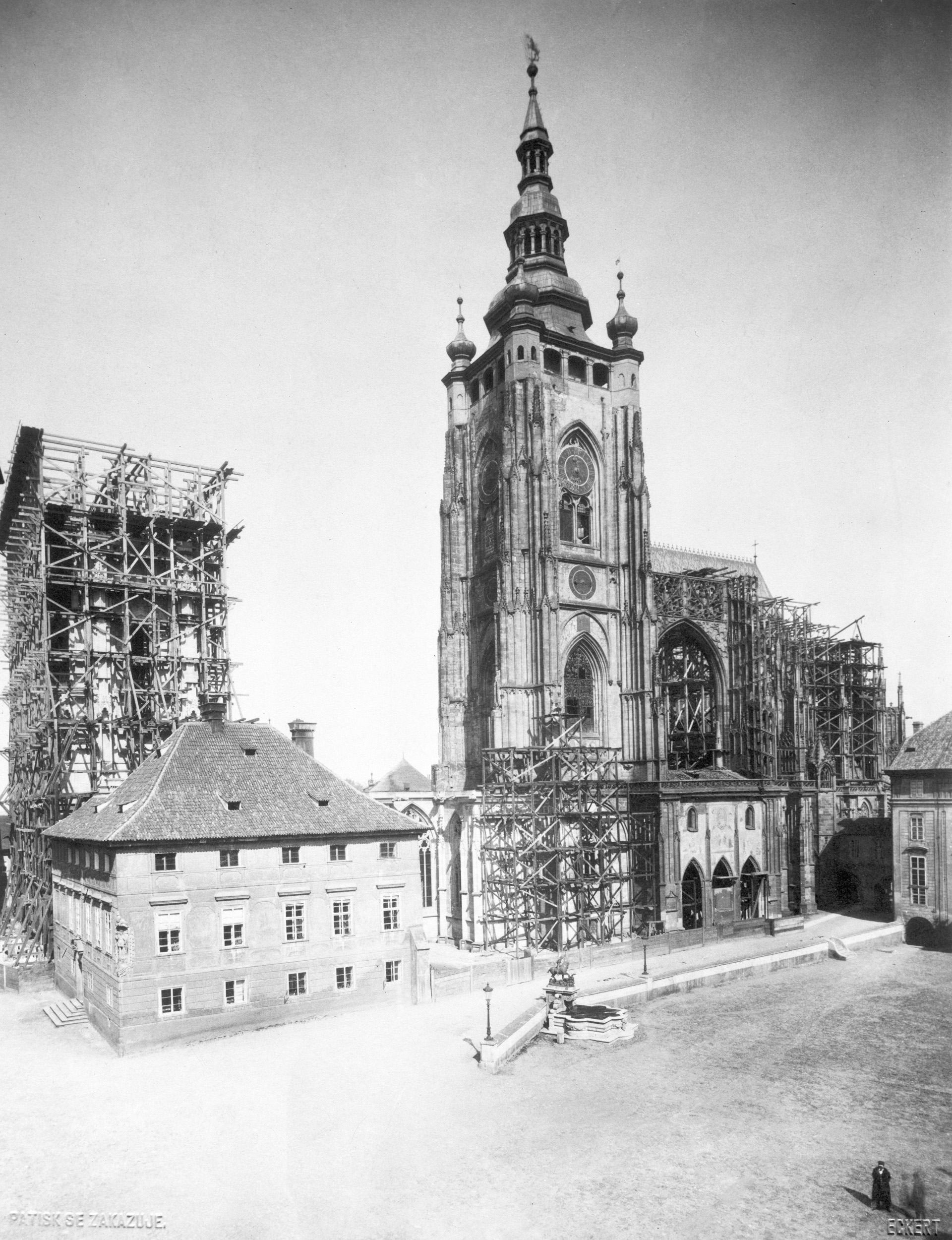
Dostavba hlavního průčelí v roce 1887
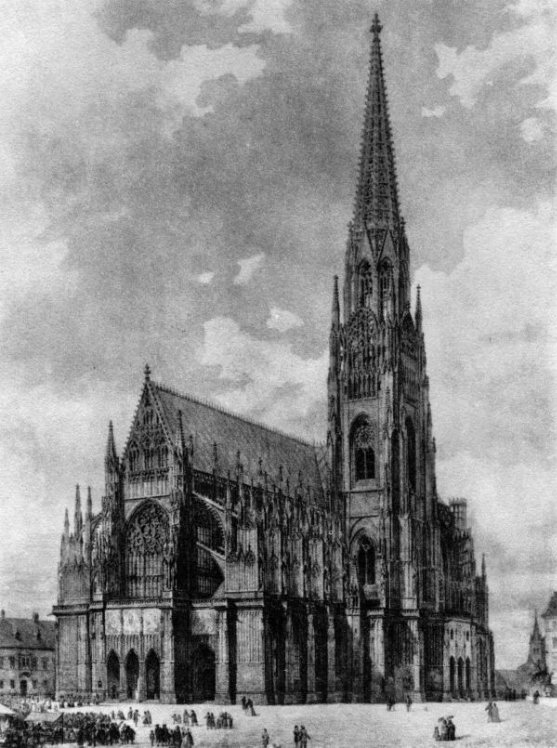
Projekt Josefa Krannera
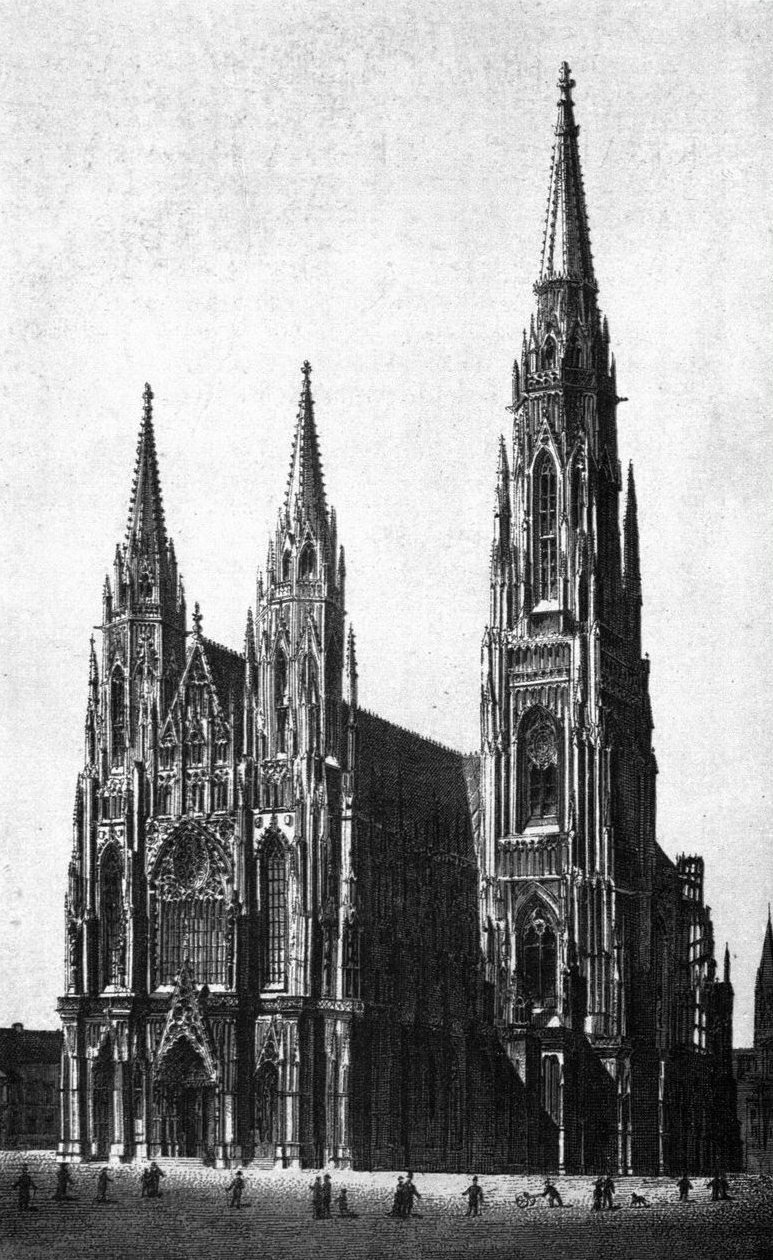
Projekt Josefa Mockera
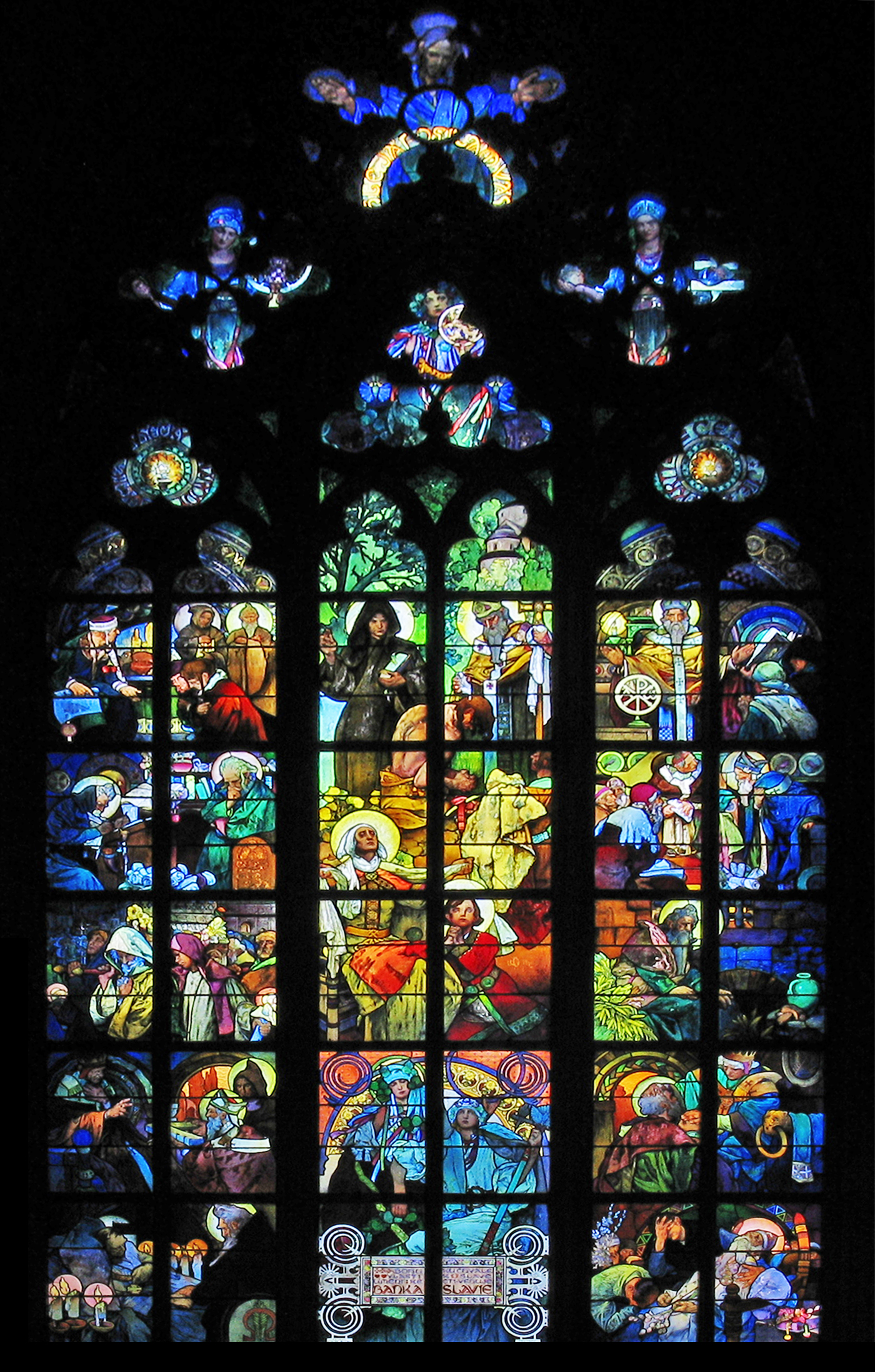
Vitráž Cyrila a Metoděje dle návrhu Alfonse Muchy
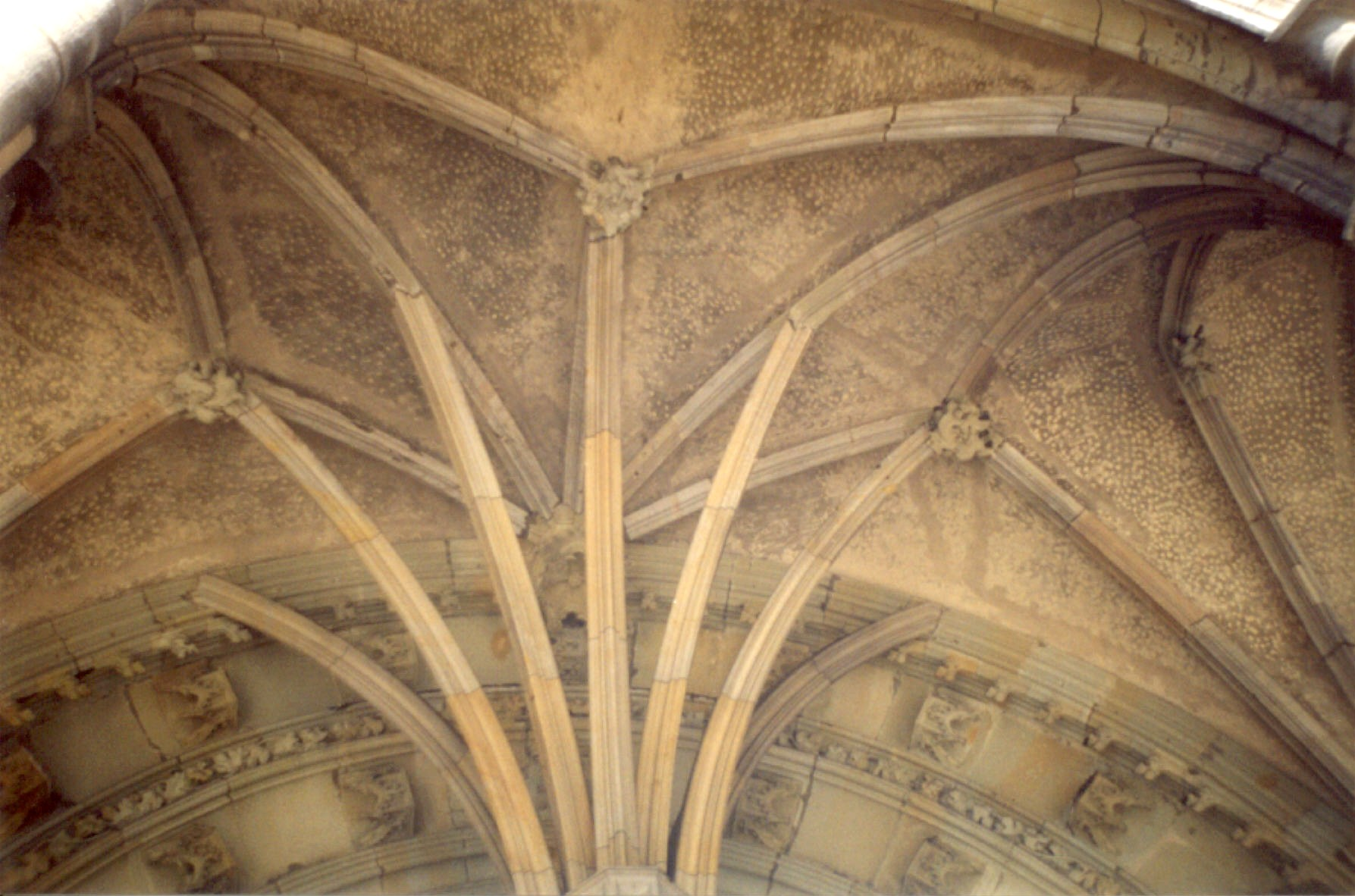
Klenba nad jižním portálem
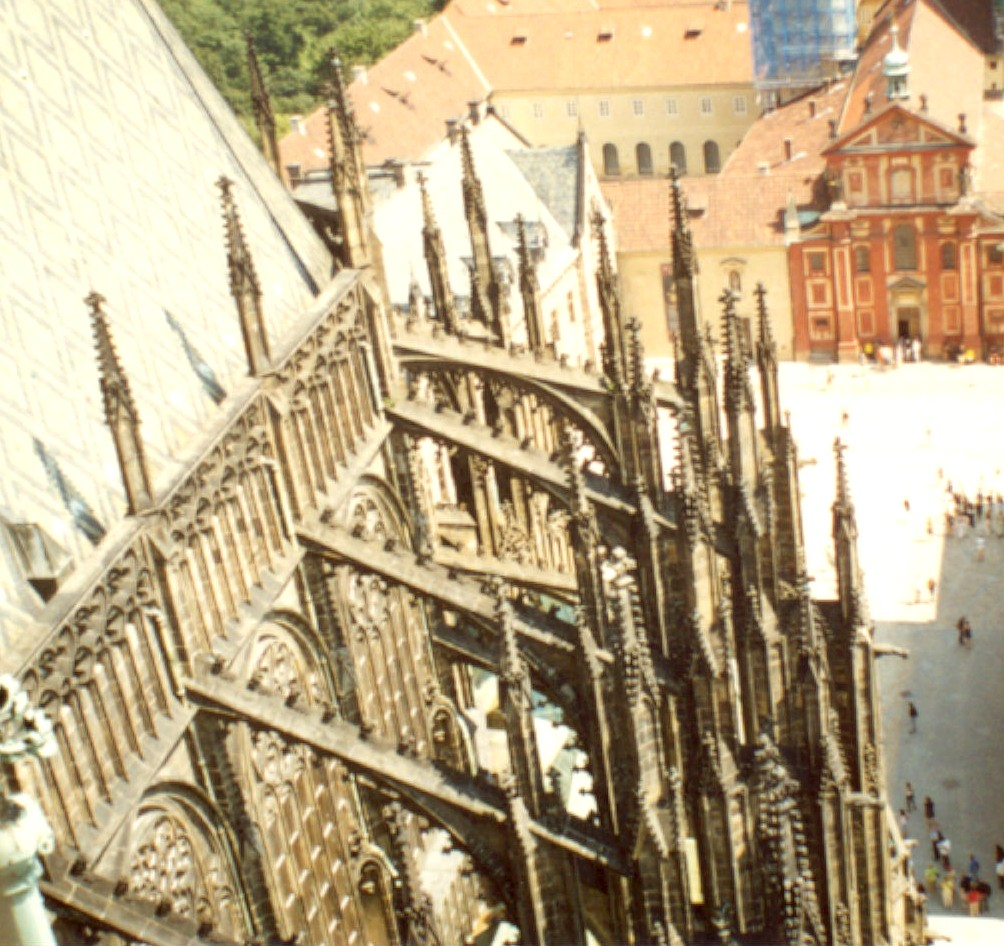
Vnější opěrný systém
Katedrála na nočním snímku Hradu
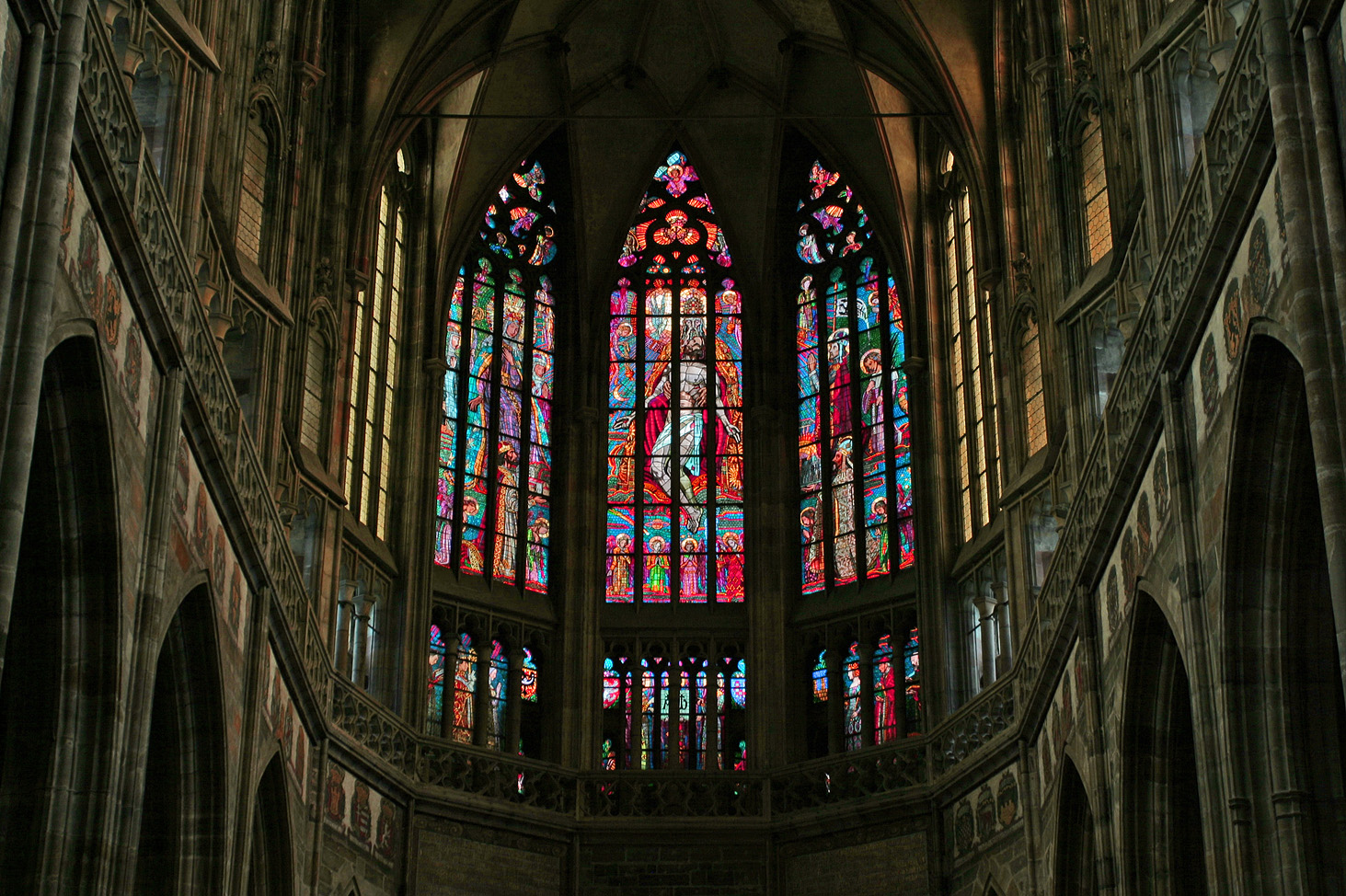
Vitráže v chóru
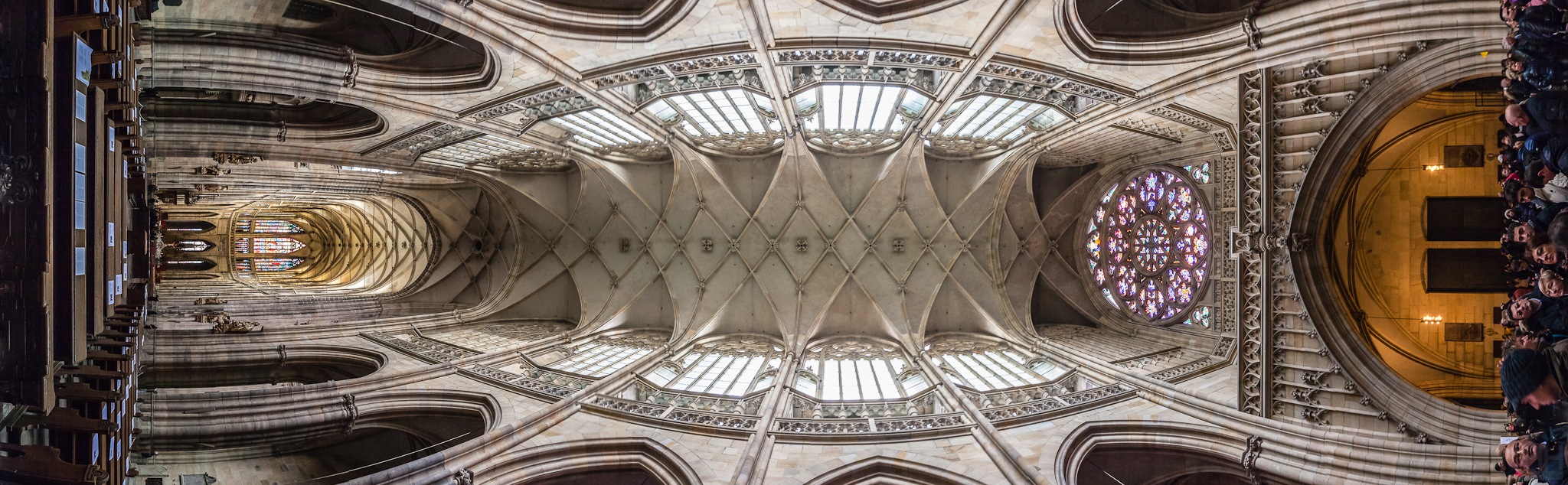
Stropní klenba
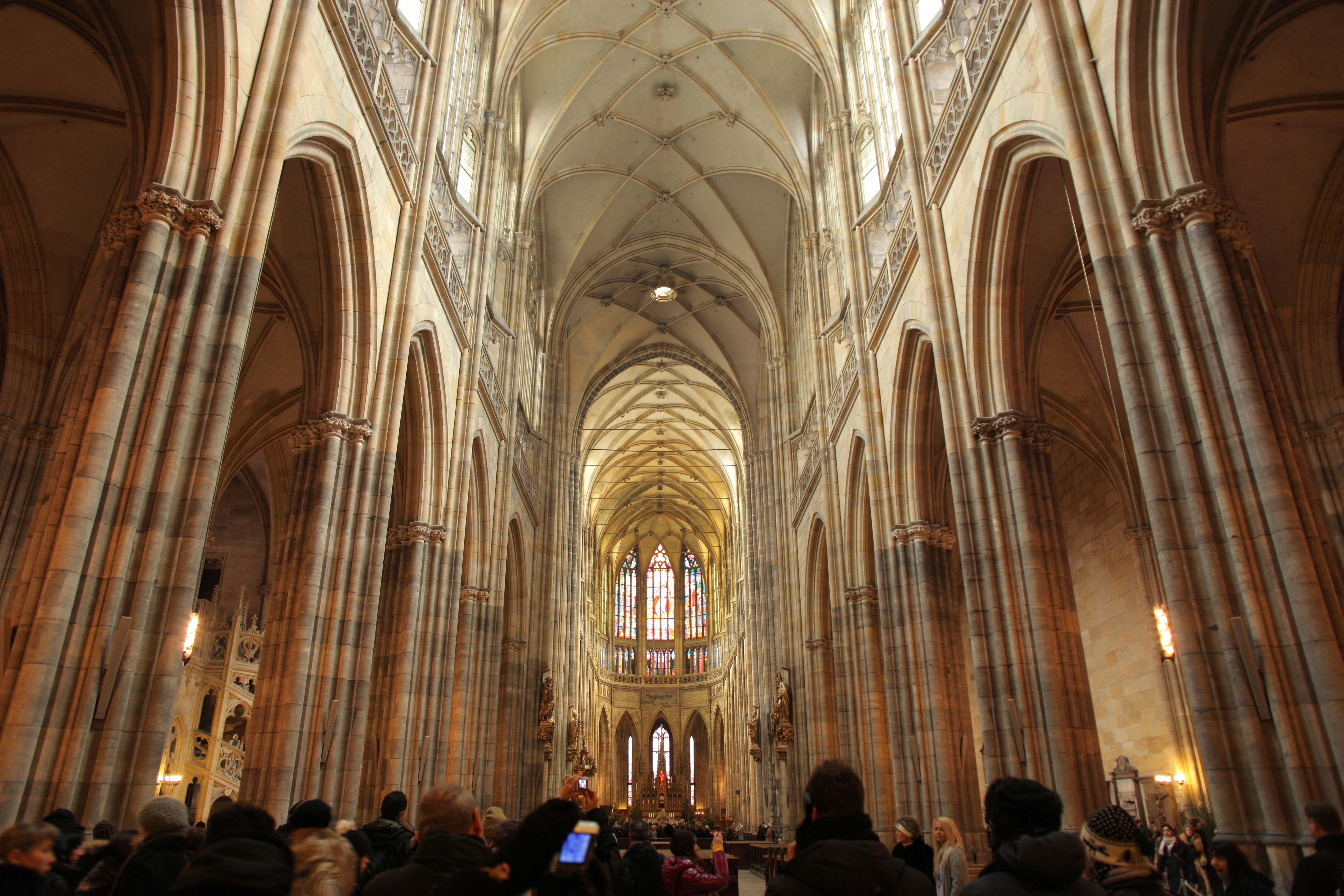
Interiér katedrály
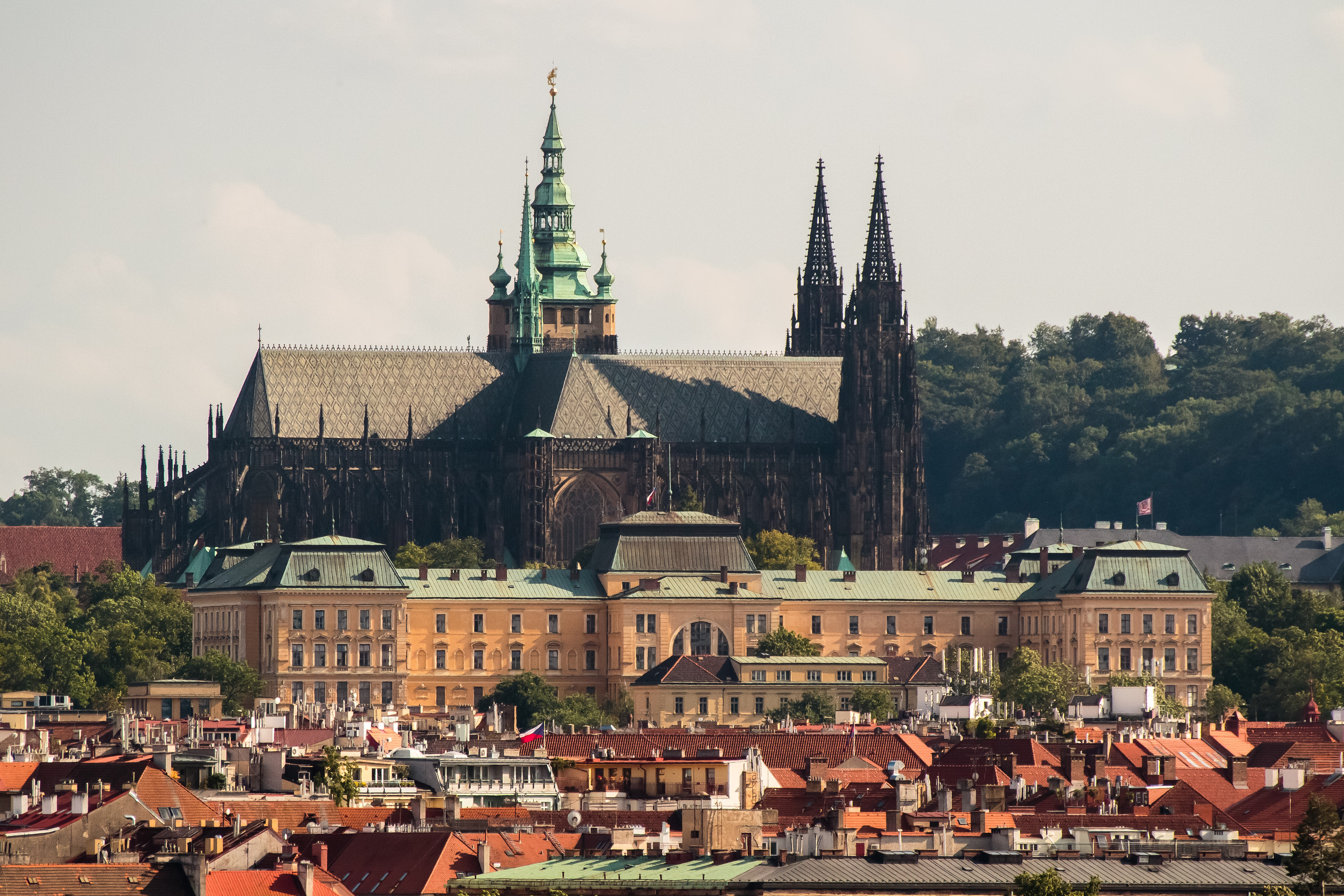
Katedrála v pohledu od pražské ZOO